# Krasznahorkaváralja
Krasznahorkaváralja (szlovákul Krásnohorské Podhradie) község Szlovákiában, a Kassai kerület Rozsnyói járásában.

## Fekvése
Rozsnyótól 5 km-re, keletre fekszik.

## Élővilága

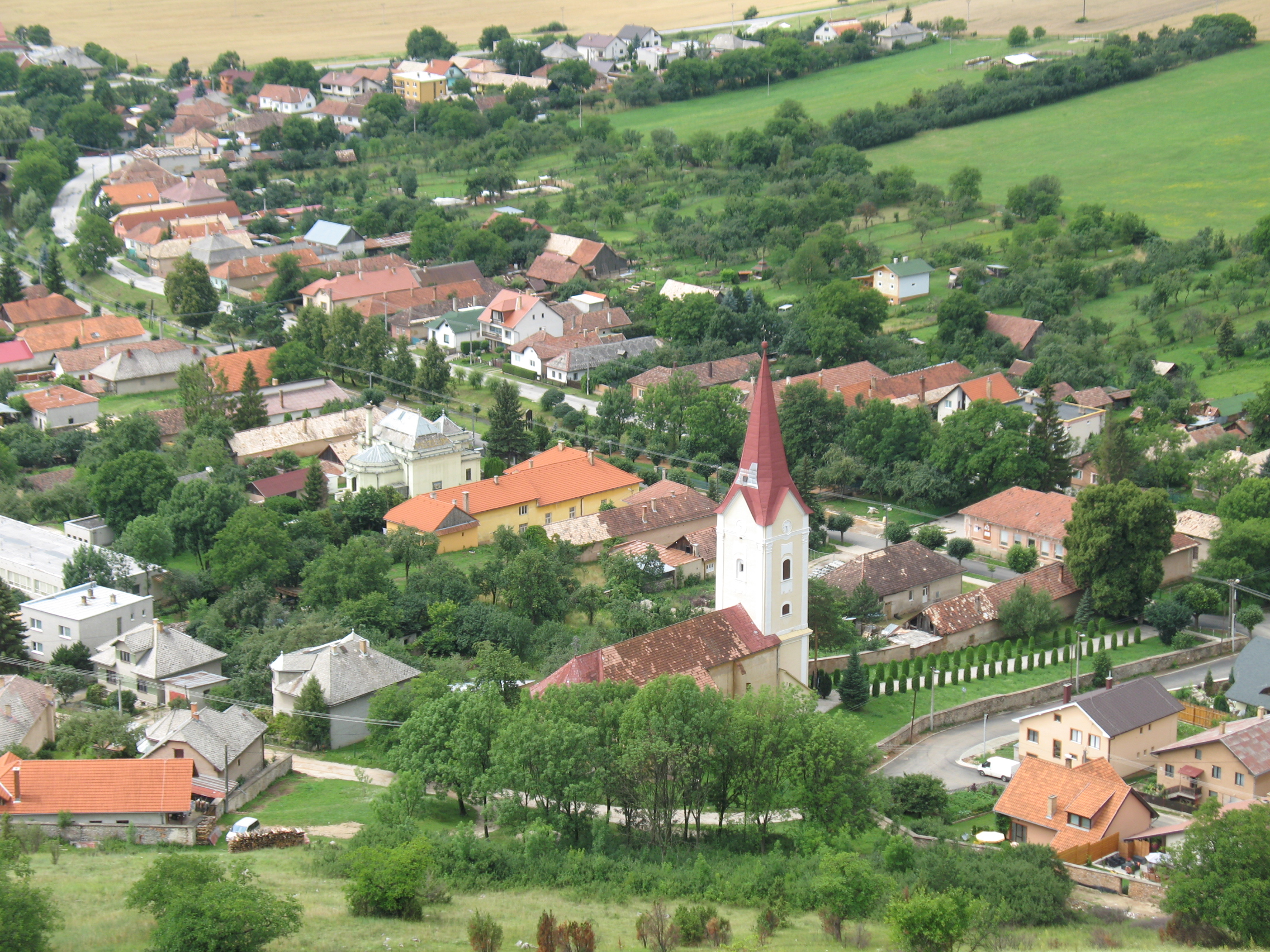
A fészek elhelyezkedése a várból
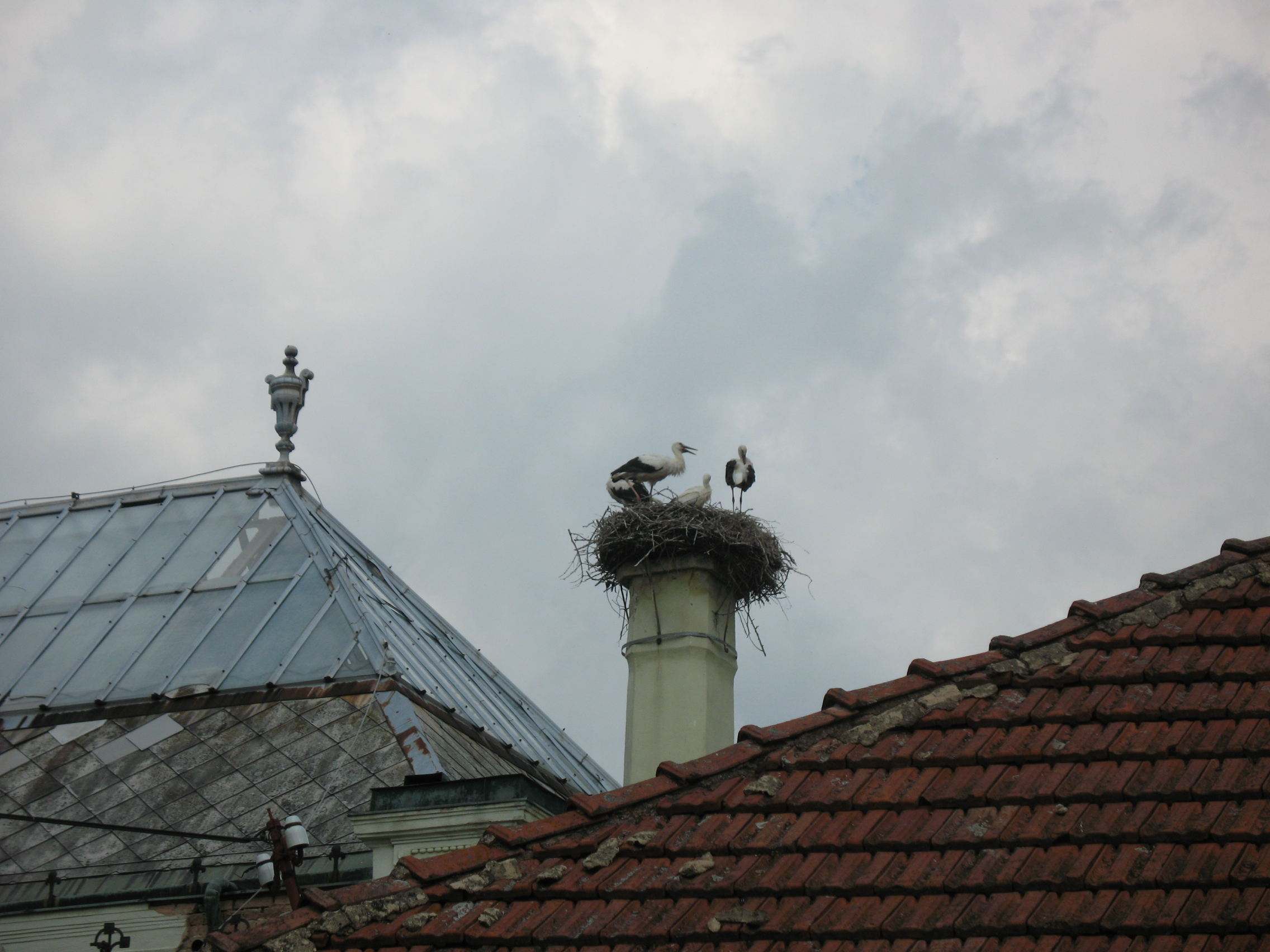
A galéria kéményén
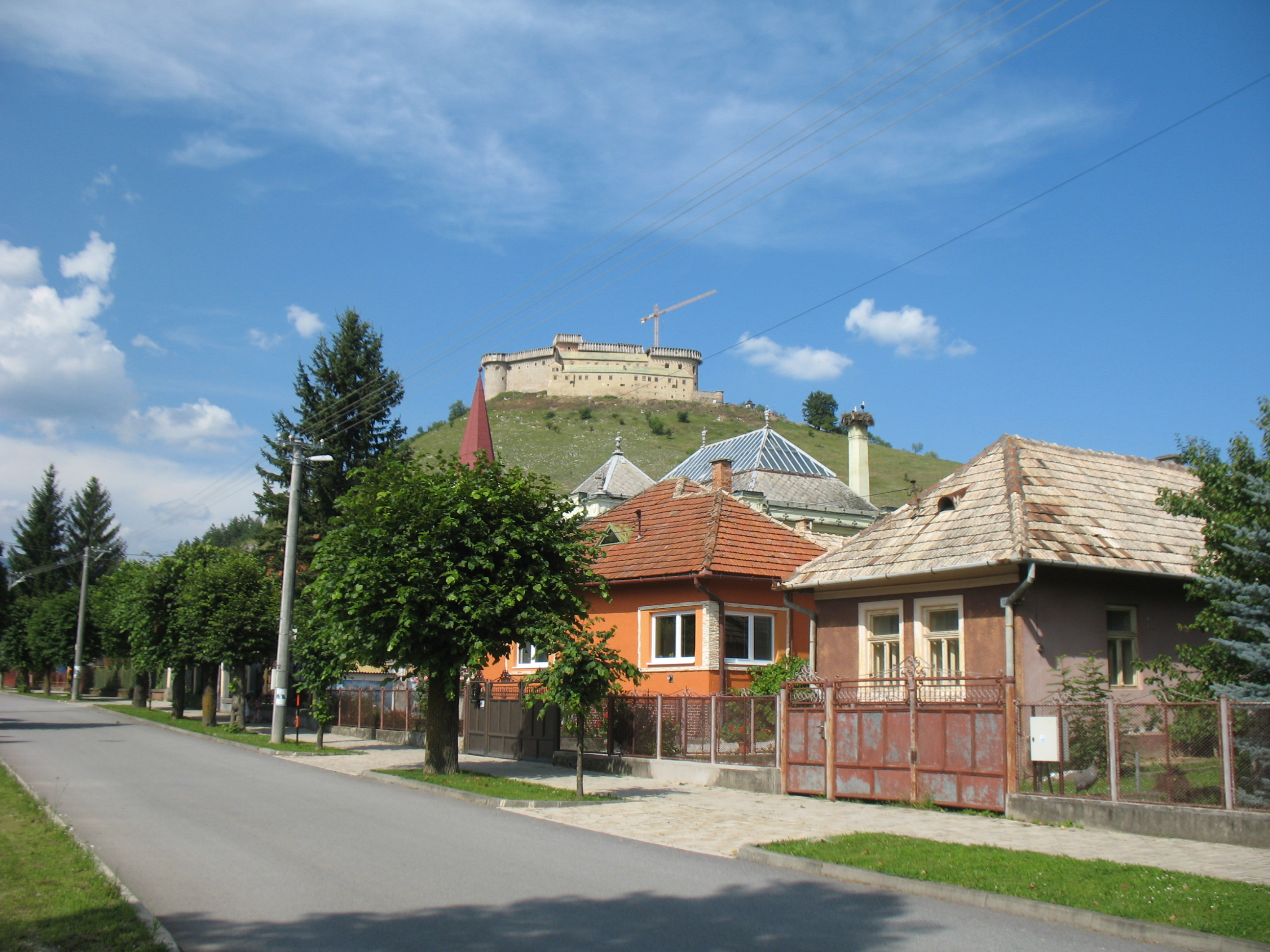
2014

Egy épület kéményén található hosszú ideje gólyafészek. 2012-ben két, 2013-ban 4, 2014-ben ismét 2 fiókát figyeltek meg.

## Nevének eredete
A Krasznahorka neve szláv kifejezés: "szép hegyecske".

## Története
A vár alatti település abban az időben keletkezett, amikor ezt a vidéket az Ákos nemzetség uralta. 1322-ben „Karaznahurka” néven említik először. 1329-ben „Craznahorka”, „Craznahurka”, „Craznyhorka” a neve. Története szorosan kötődik a vár történetéhez. A 14. században a Bebekek birtoka, majd 1578-ban az Andrássy család tulajdona lett. 1427-ben az adóösszeírásban 67 portát számláltak a faluban. 1569-ben és 1570-ben felégette a török. 1757-ben mezővárosi rangot kapott.
A 18. század végén Vályi András így ír róla: „KRASZNAHORKA. Várallya, Gömör Várm. földes Ura G. Andrási Uraság, a’ kinek szép Kastéllyával ékesíttetik, Vára Uhorna hegyen épűlt, mellyen Selmetz felé jeles ország út van. 1530dik esztendőben Zápolya János alatt pénzek is verettettek itten. Földgye ha trágyáztatik jó gabonát terem, réttyei jók, piatzozása közel Rozsnyón, legelője alkalmatos, fája mind a’ két féle, vászon fejérétésből is hasznot vesznek bé.”
1828-ban 146 házában 896 lakos élt. Lakói főként kézművességgel foglalkoztak.
A 19. század közepén Fényes Elek eképpen írja le: „Krasznahorka-Váralja, Gömör v. magyar mv., Rosnyóhoz keletre 1 órányira a szepesi és tornai országutban: 987 kath., 27 evang. lak., kik közt számos kézmives, kereskedő, és nemes találtatik. Kathol. anyaszentegyház. F. u. gr. Andrásy György. A várostól éjszakra fekszik régi vára, melly egy azon kevés honi lovagvárak közül, mellyek mind e mai napig épségben megmaradtak. Épült egy gyönyörű teke formáju hegy legfelső csucsára; kőfal és sáncz nélkül, csupán tornyoktól és bástyáktól ékesitve. Első épitői leghihetőbben hussiták voltak a 15-dik századból, vagy épen Krasznahorka örökös urai a Bebek nemzetségbeliek, kiktől a hussiták elvévén, csak I. Mátyástól kaphatták ismét vissza, s meg is tarták 1566-ig, a midőn Bebek György már 2-szor pártolván el törvényes királyától, Krasznahorkát Svendi Lázár, cs. vezér elfoglalta, s várnagynak Andrásy Pétert helyezé oda. Későbben az Andrásyak hűségük miatt erdélyi jószágaiktól elesvén, pótlásul a krasznahorkai várat s uradalmat kapták meg, s mindez ideig a nagyérdemü Andrásy grófi nemzetség birja.”
Borovszky Samu monográfiasorozatának Gömör-Kishont vármegyét tárgyaló része szerint (részlet): „Krasznahorkaváralja, Rozsnyó közelében fekvő magyar kisközség, körjegyzőségi székhely, 157 házzal és 1045 róm. kath. vallású lakossal. Vára a Bebekek egyik ősi fészke, melyet e család három századon át bírt. 1341-ben Castrum Kraznahorka, 1426-ban Craznahorka és 1472-ben Kraznahora néven szerepel az egykorú oklevelekben. Váralja község 1423-ban már vámszedő hely, a hol a pelsőczi Bebekeknek 67 jobbágyportájuk volt. A várat a husziták elfoglalták és 20 évig tartották megszállva, de 1461-ben ismét Bebek István kezére került. I. Ferdinánd alatt Bebek Ferencz a várban pénzverőt is állíttatott fel, a hol derűre-borúra verette a pénzt, mígnem Ferdinándtól Szapolyayhoz pártolt át. 1540-ben ő lökette le Fischer András lutheránus lelkészt a vár legmagasabb bástyájáról. 1556-ban Puchaim, Ferdinánd vezére ostromolta a várat, de sikertelenül, később azonban Schwendi Lázárnak sikerült a Bebek-féle birtokokat a korona számára lefoglalni. 1575-ben Rudolf király a várkapitányságot Andrássy Péterre bízza, II. Andrássy Mátyás pedig 1642-ben királyi adományt kap a várra és a várbirtokokra. 1678-ban Thököly emberei szállják meg e várat, 1685-ben Schulz tábornok ostromolja sikertelenül, mígnem a vár, majdnem egy évig tartó körülzárolás után, előnyös feltételek alatt megadta magát. A Rákóczy-féle mozgalmak alatt a kuruczok szállották meg. Andrássy Mátyás után Miklós lett a vár és az uradalom ura, ki 1676-ban bárói rangot nyert. Alatta a vár Thököly kezére jutott. Miklós utóda II. Péter. 1685 május havában Schulz császári vezér ismét elfoglalja a várat. Péter utóda Andrássy István lőcsei várkapitány, a "Lőcsei Fehér Asszony" egyik hőse. Neje Serédy Zsófia, kinek természetes uton mumifikált holtteste, felemelt jobbjával, a várkápolnában, üvegszekrényben nyugszik. 1737-ben Andrássy Ferencz volt a majoresco. A vár utolsó lakója, 1700 vége felé Andrássy István volt. Utána özvegye, és ennek elhunytával fia György vették a várat gondozás alá, de már nem laktak benne. A XVII. században a várban több izben tartottak megyegyűlést. 1786-ban Podhrágy tót néven is szerepel. 1754-ben a község országos vásárjogot nyert. 1760-ban az uradalom hatoda az egri káptalané. A mult század elején a Gotthard, a Beélik és a Chászár családnak is volt itt birtoka. A község kath. temploma 1771-ben épült. A községben van posta és távíró, vasúti állomása pedig Rozsnyó. [...]”
A trianoni békeszerződés előtt Gömör és Kis-Hont vármegye Rozsnyói járásához tartozott. 1938 és 1945 között ismét Magyarország része.

## Népessége
| Év:            | 1994. | 2004.    | 2014.   | 2024.   |
| -------------- | ----- | -------- | ------- | ------- |
| Emberek száma: | 2068  | 2476     | 2634    | 2832    |
| Eltérés:       |       | +19,72 % | +6,38 % | +7,51 % |

| Év:            | 2023. | 2024.   |
| -------------- | ----- | ------- |
| Emberek száma: | 2822  | 2832    |
| Eltérés:       |       | +0,35 % |

1880-ban 892 lakosából 791 magyar és 38 szlovák anyanyelvű volt.
1890-ben 914 lakosából 885 magyar és 15 szlovák anyanyelvű volt.
1900-ban 1045 lakosából 1044 magyar anyanyelvű volt.
1910-ben 1037 lakosából 1012 magyar és 8 szlovák anyanyelvű volt.
1921-ben 1077 lakosából 1024 magyar és 41 csehszlovák volt.
1930-ban 1100 lakosából 865 magyar és 88 csehszlovák volt.
1941-ben 1218 lakosából 1194 magyar és 17 szlovák volt.
1991-ben 1957 lakosából 1200 magyar és 378 szlovák volt.
2001-ben 2359 lakosából 1113 magyar, 662 cigány és 551 szlovák.
2011-ben 2575 lakosából 1013 magyar, 904 cigány, 548 szlovák, 3 cseh, 2 német és 105 ismeretlen nemzetiségű.

## Neves személyek
- Krasznahorkahosszúréten született 1835. november 19-én Andrássy Dénes főrendiházi tag, műpártoló, a Magyar Heraldikai és Genealógiai Társaság elnöke, az MTA tagja.
- Itt született 1909-ben Fábry József baloldali pártmunkás, katonatiszt, partizán.
- Itt nyugszik Andrássy Gyula miniszterelnök, külügyminiszter.
- Itt nyugszik Franziska Seraphica Hablawetz bécsi polgárleány, gróf Andrássy Dénes felesége, művészetpártoló.
- Itt nyugszik Vasik János újságíró.
- Itt raboskodott Forgách Simon (1669-1729) császári és királyi tábornok, kuruc tábornagy.
- Itt szolgált Zsilinszky Győző (1890-1979) főerdőmérnök, a rozsnyói püspöki uradalom igazgatója, erdőtanácsos.

## Nevezetességei
- Krasznahorka vára: a község nevezetessége a tőle északra emelkedő hegytetőt koronázó vár. A várkápolnában levő, 1739-ből származó Segítő Szűzanya kegyképe. Búcsújáróhely,[10] Mária-kegyhelyként is ismert. 2012. március 10-én a környéket sújtó tűzvész átterjedt a várra és elpusztította annak tetőszerkezetét.
- A vár alatt, a kassai országút mellett áll az Andrássy-mauzóleum, melyet Andrássy Dénes építtetett 1903-ban.
- A Mindenszentek tiszteletére szentelt, római katolikus temploma az 1430-as években épült gótikus stílusban. Később többször átépítették, utoljára 1787-ben klasszicista stílusban. 1895-ben belülről is teljesen megújították, ekkor kapta mai neogótikus oltárait. A templomban az eredeti középkori freskók nagy része még látható.
- Az Andrássy-galéria gróf Andrássy Dénes gazdag műgyűjteményének egy részét mutatja be. Az épületet az 1990-es években hozták rendbe. A galéria előtt álló emlékmű Ulman István és Baffy Lajos alkotása, melyet a millecentenáriumi ünnepségek keretén belül avattak fel 1996-ban.[11]
- A magyar tanítási nyelvű általános iskolája fennállásának 100. évfordulója alkalmából 1999-ben emléktáblát helyeztek el az intézményben.[12]
- Ismert a „Krasznahorka büszke vára, Rászállott az éj homálya” kezdetű dal, melyet II. Rákóczi Ferenc hamvainak hazahozatalakor szerzett 1906-ban gróf csíkszentkirályi és krasznahorkai Andrássy Gyuláné, született vásonkői Zichy Eleonóra grófnő.

## Képtár

### A falu

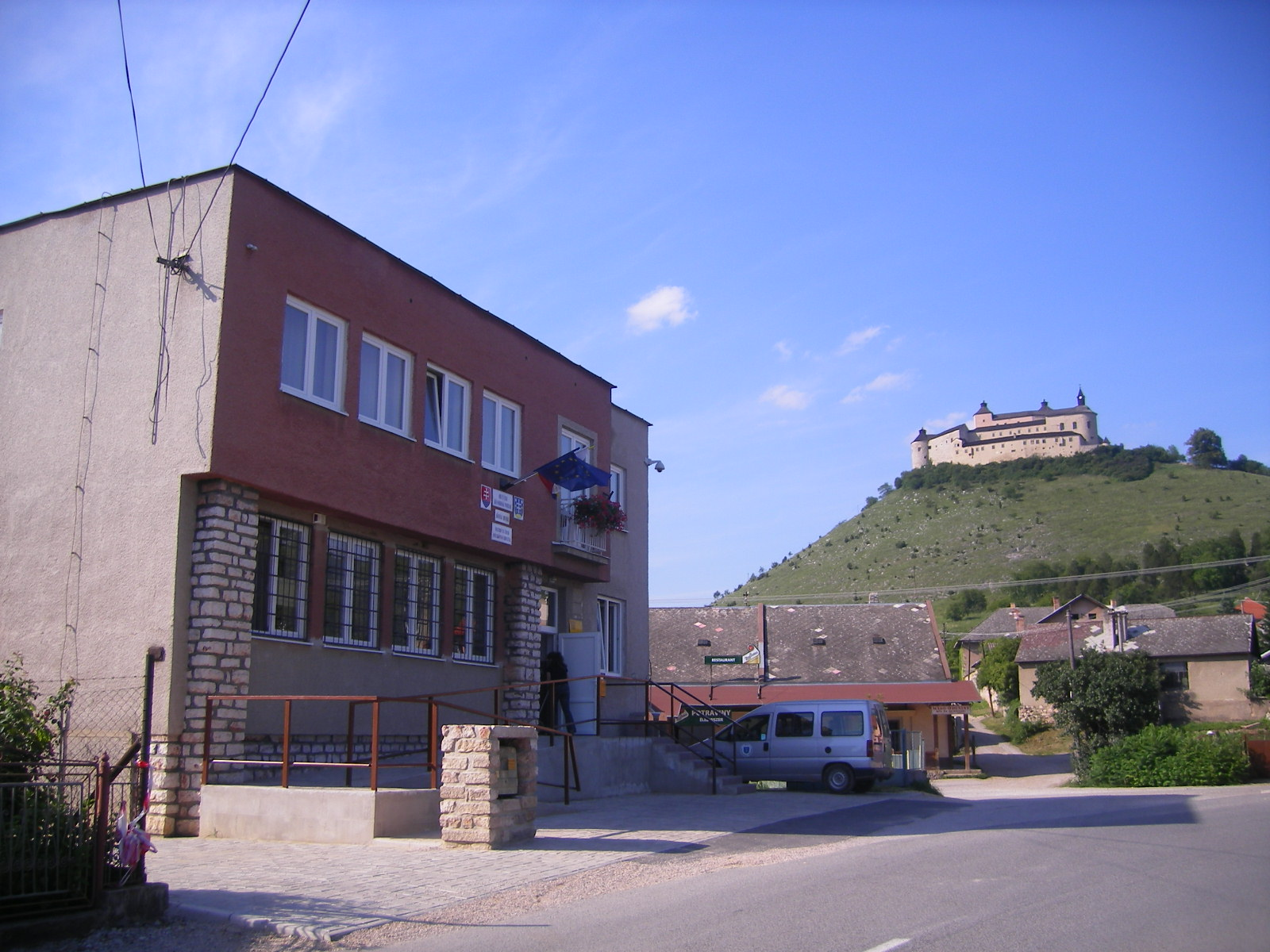
A községháza és a vár
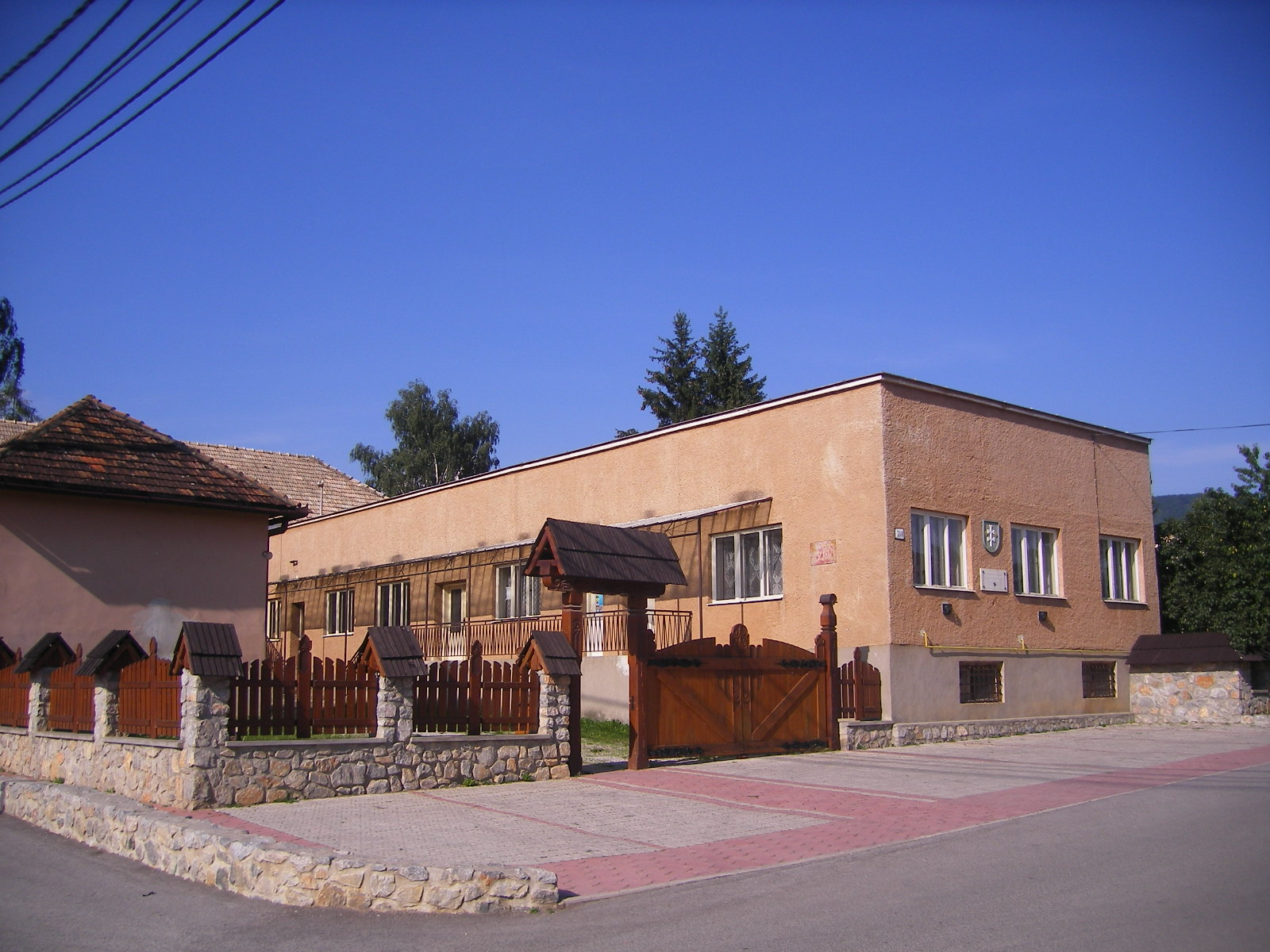
Kultúrház
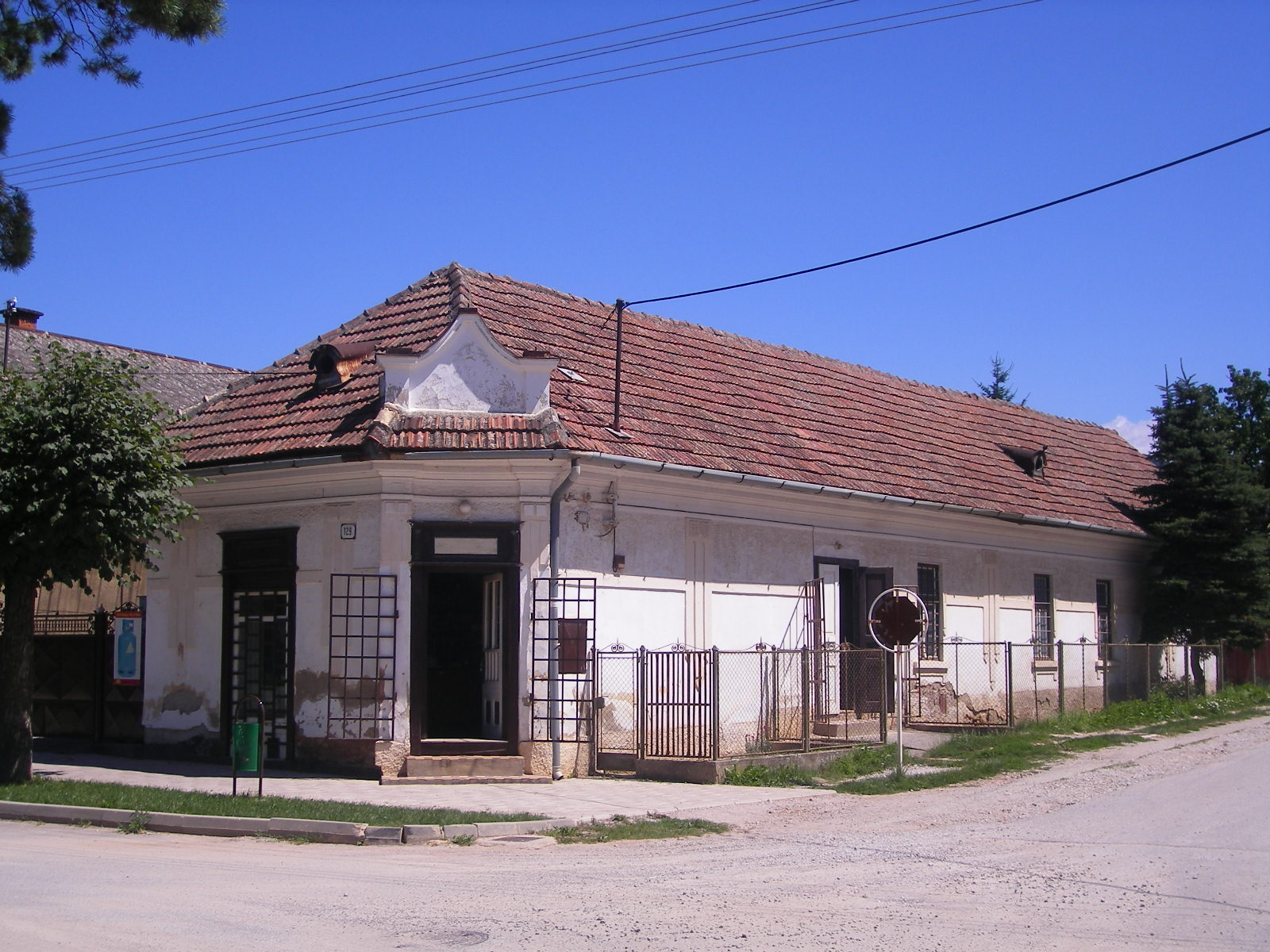
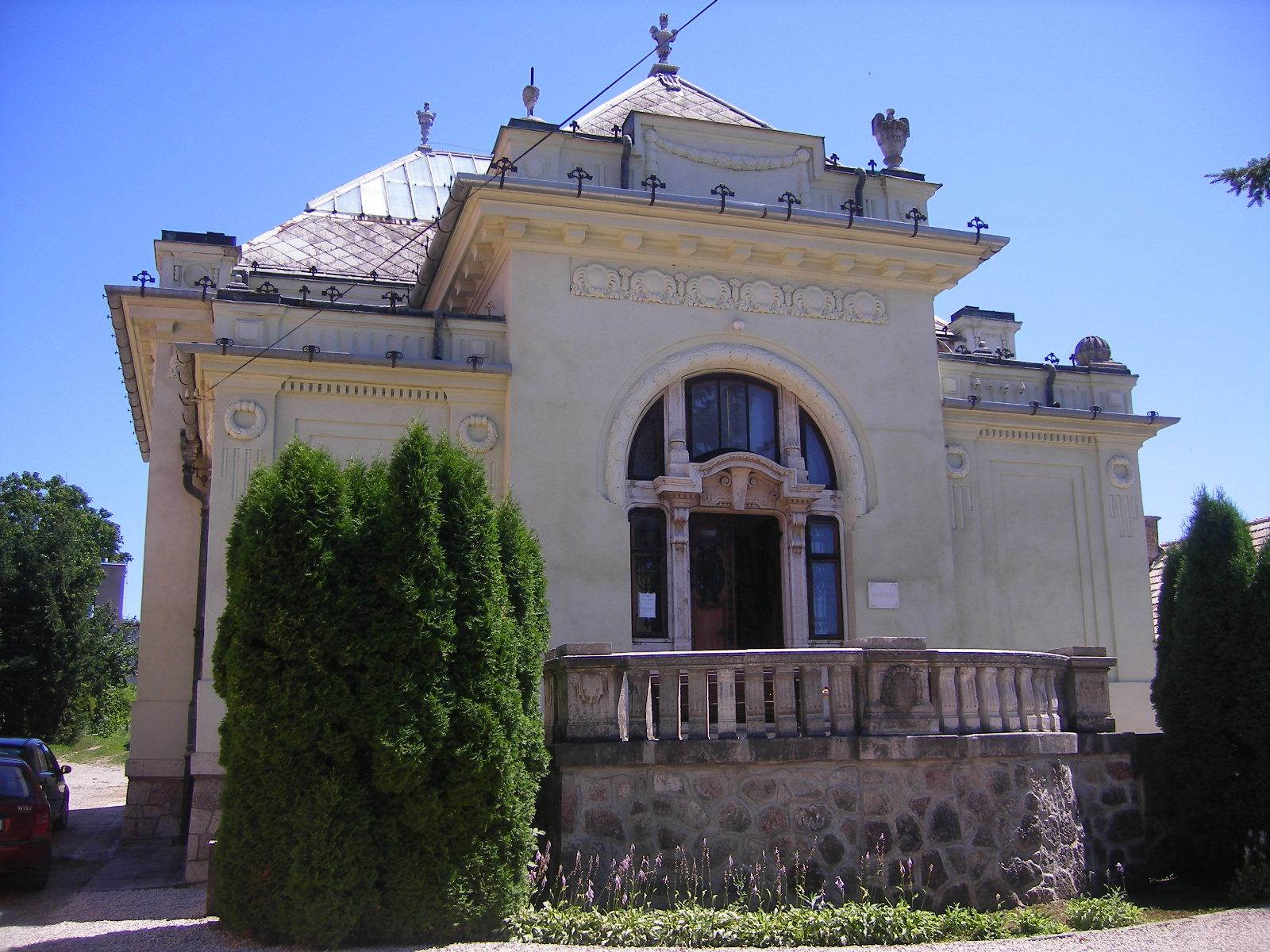
Galéria
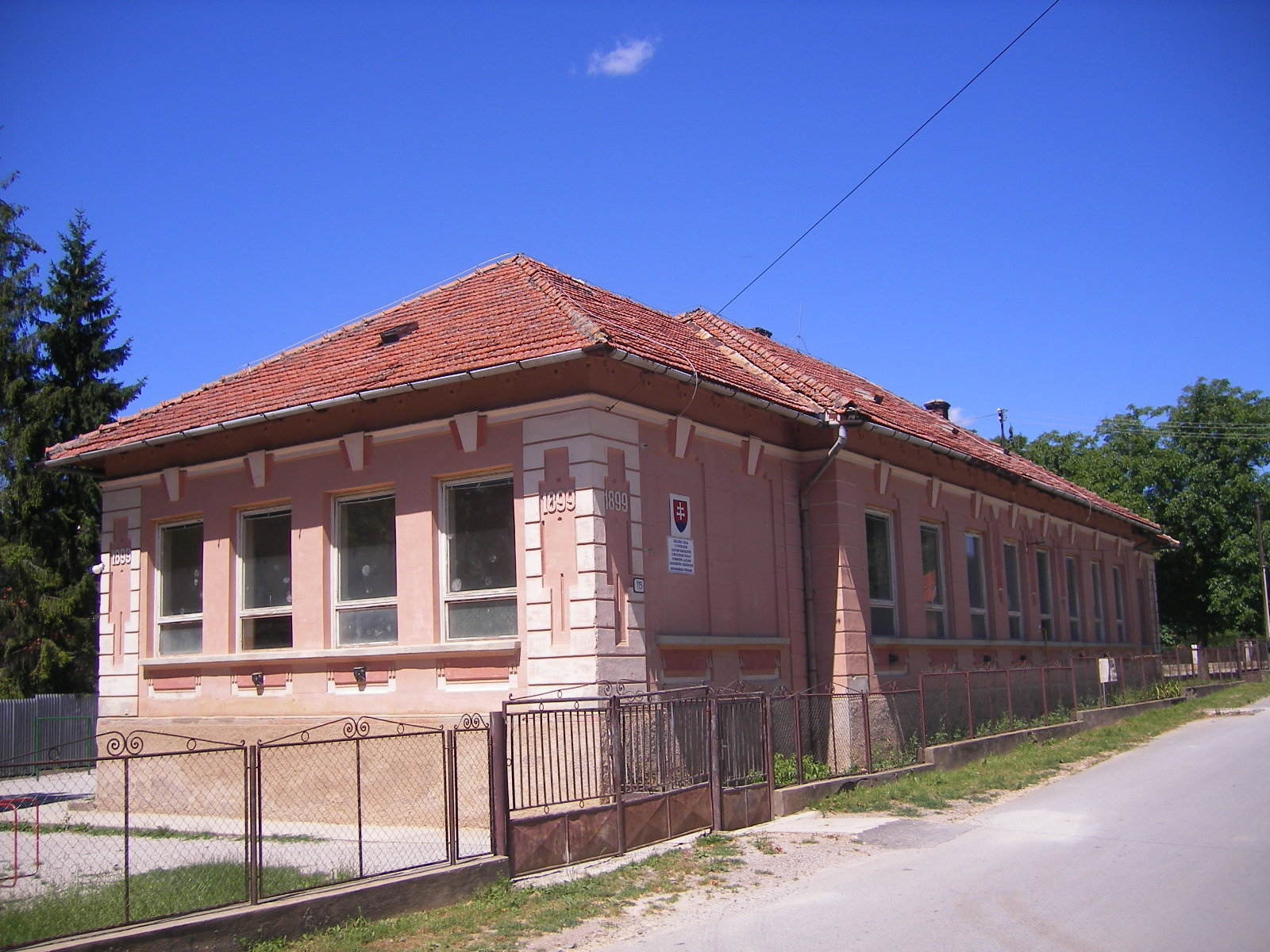
Az 1899-ben épült iskolaépület
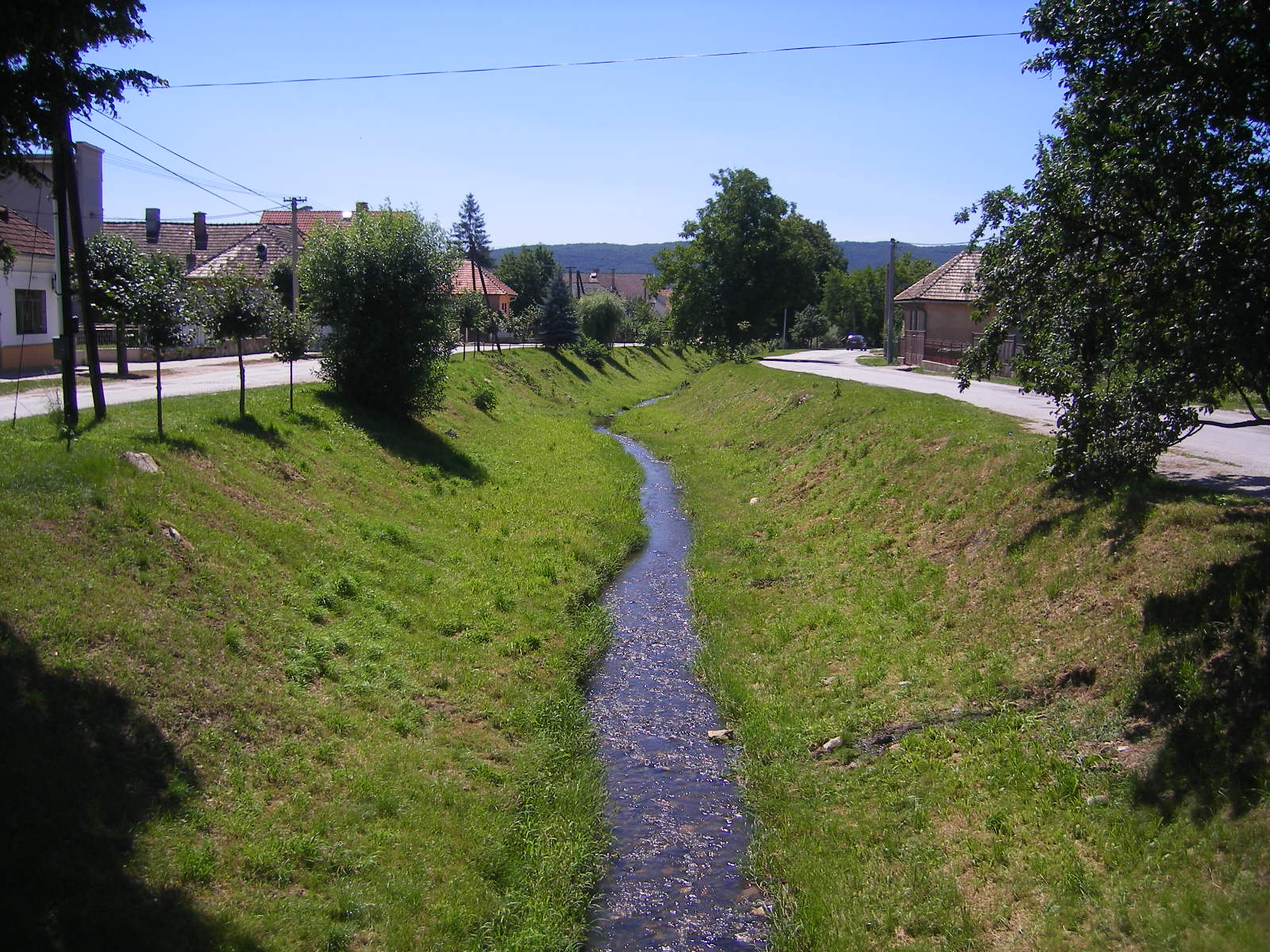
A Krasznahorkai-patak
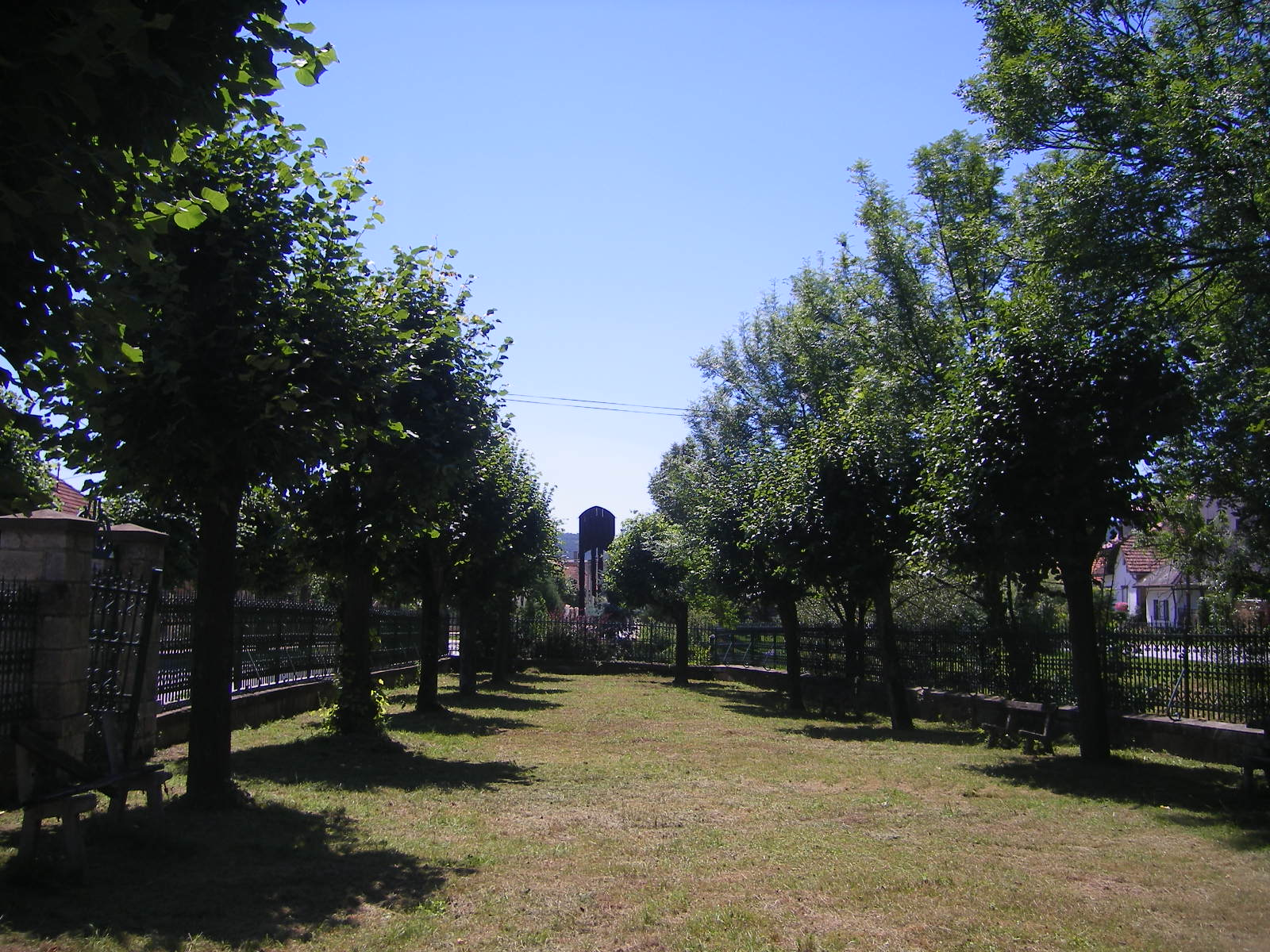
Park a faluközpontban
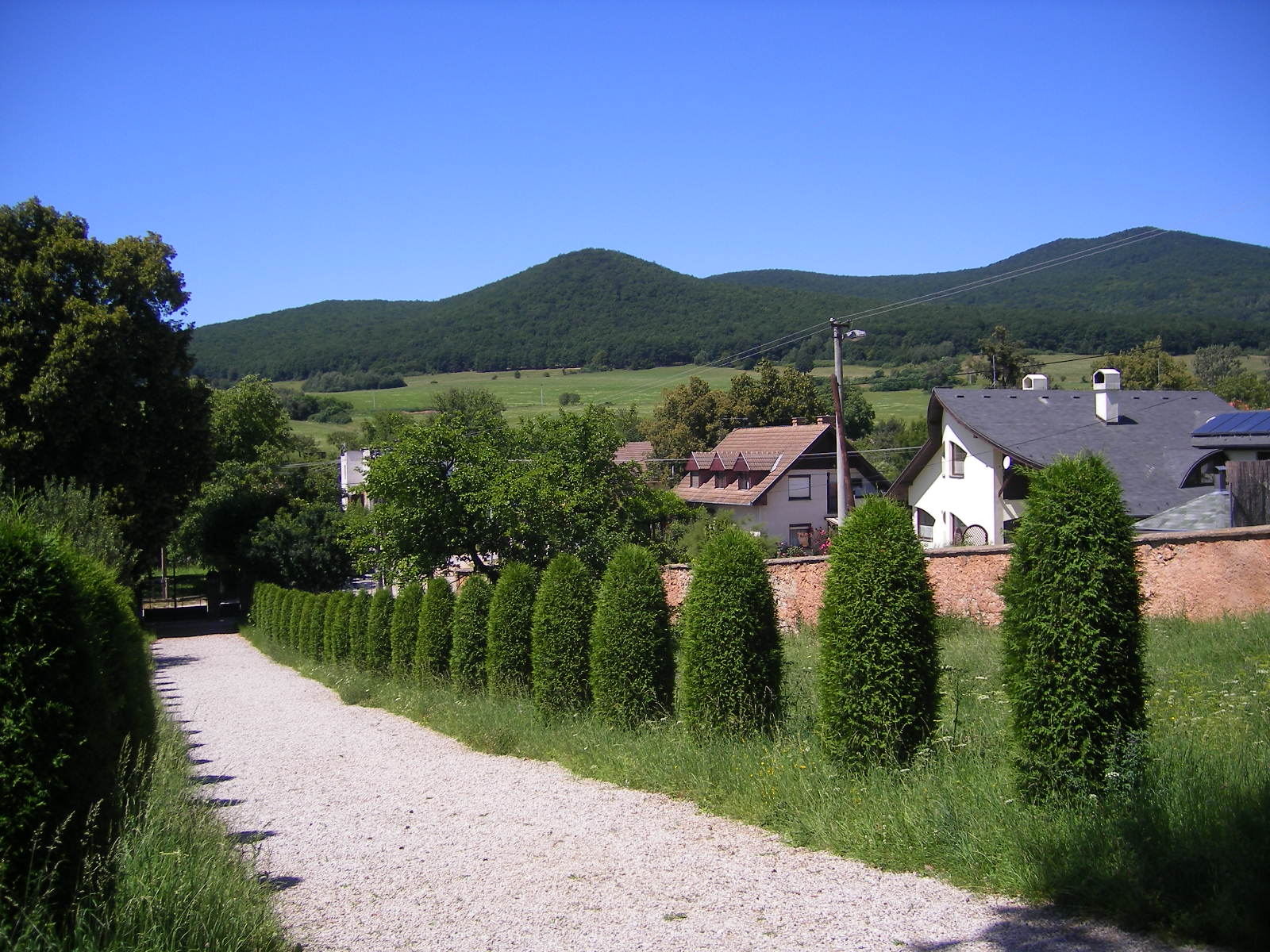
Templomkert
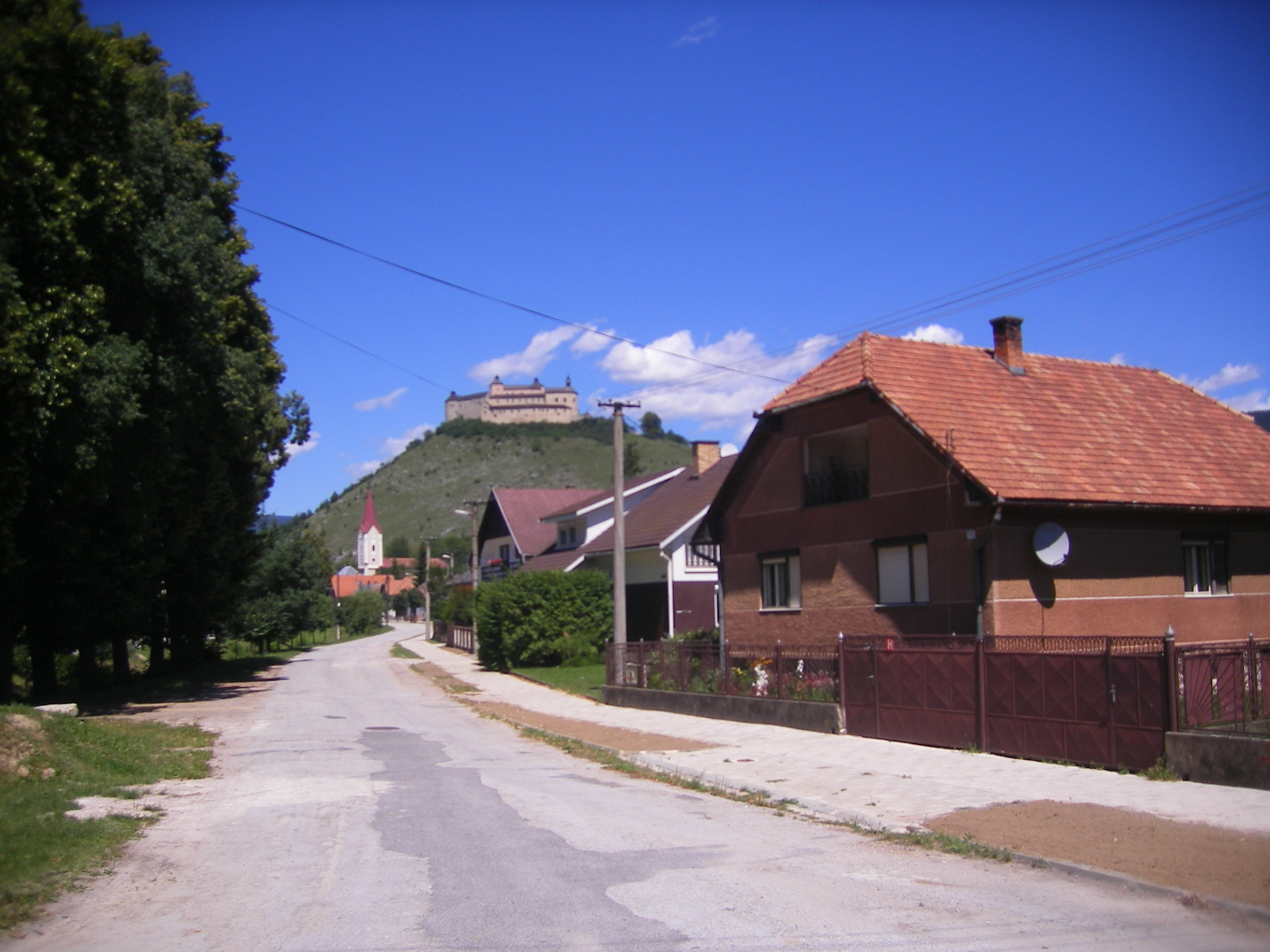
Utcakép
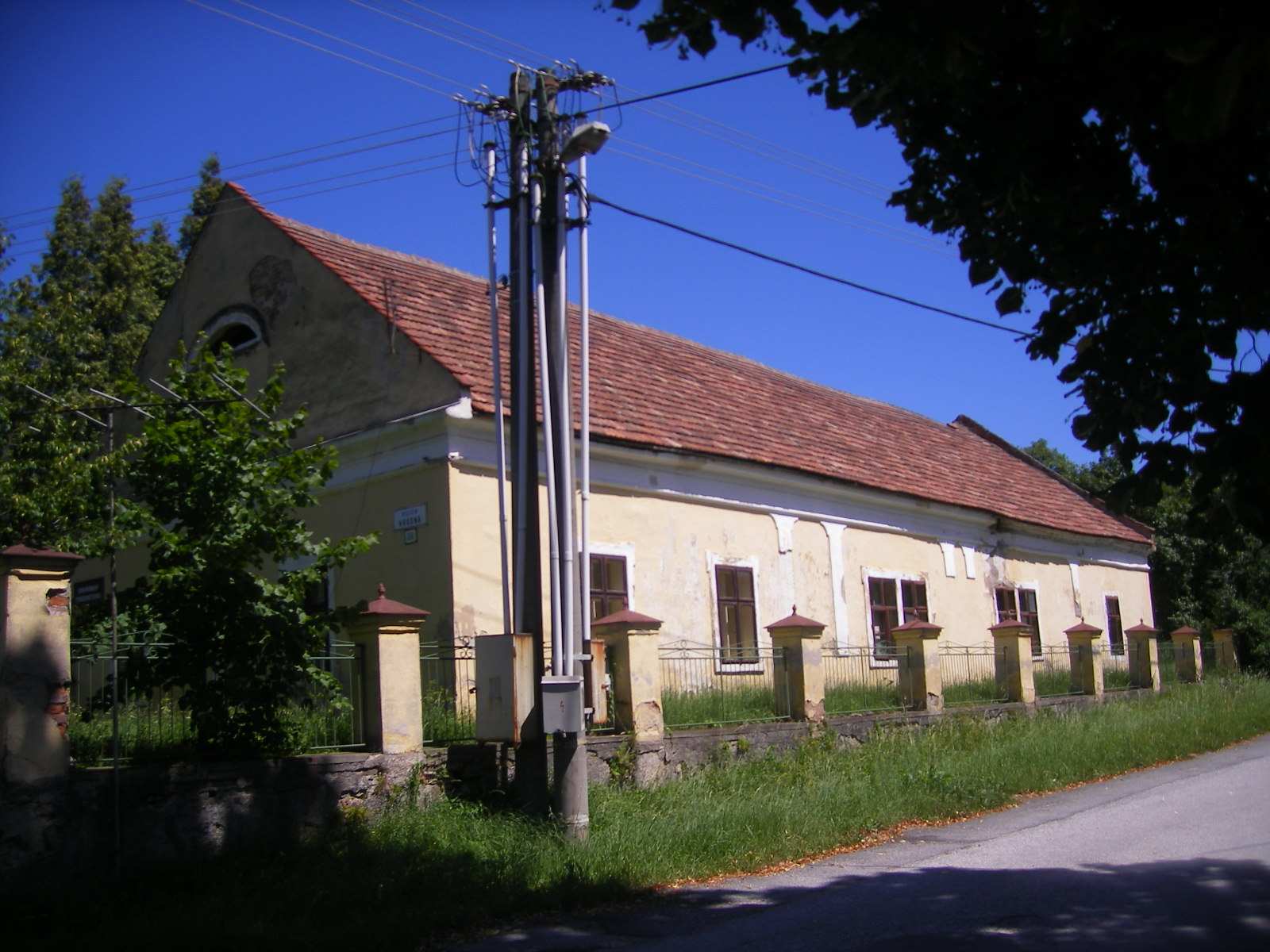
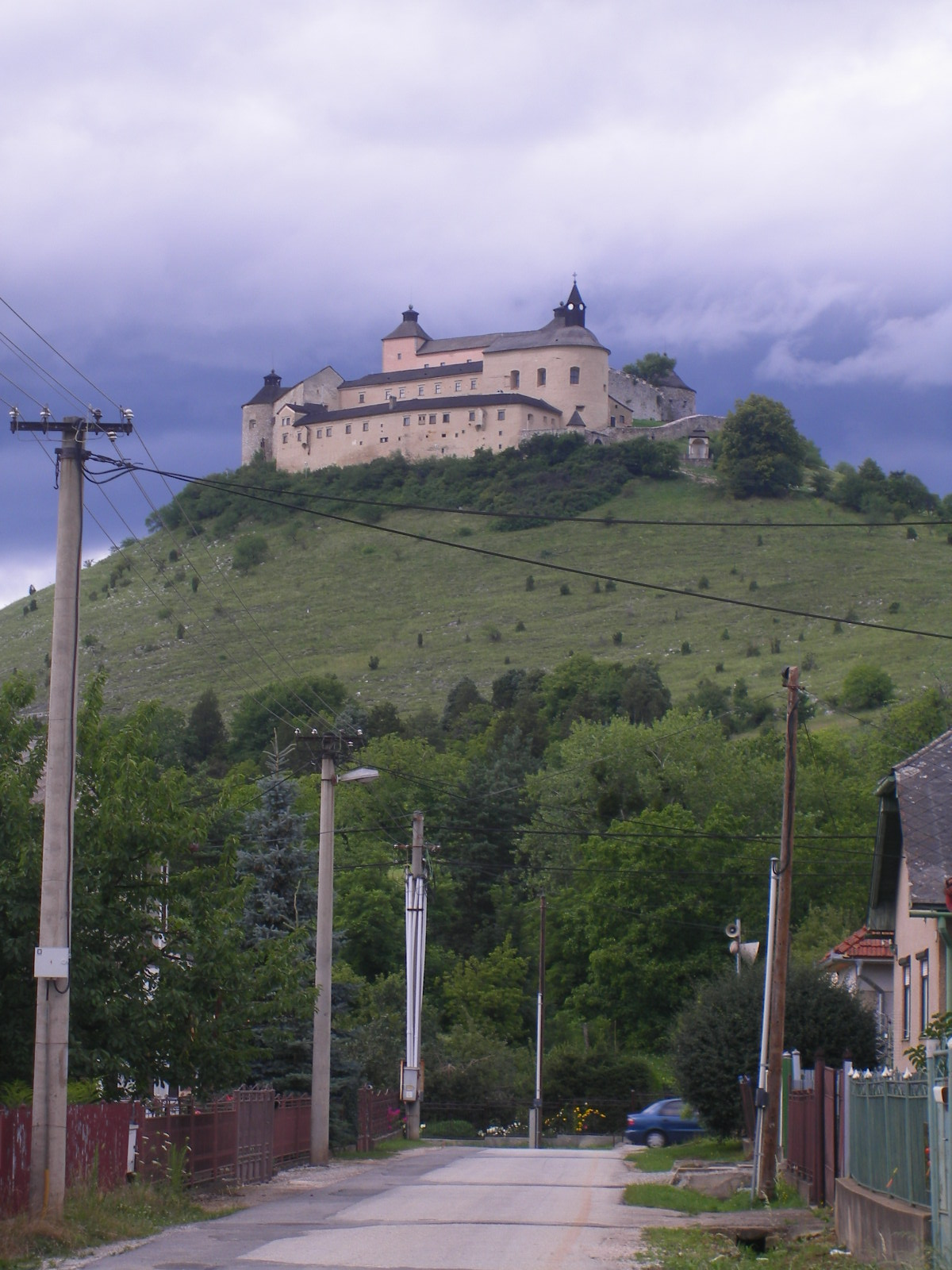
Utcakép háttérben a várral
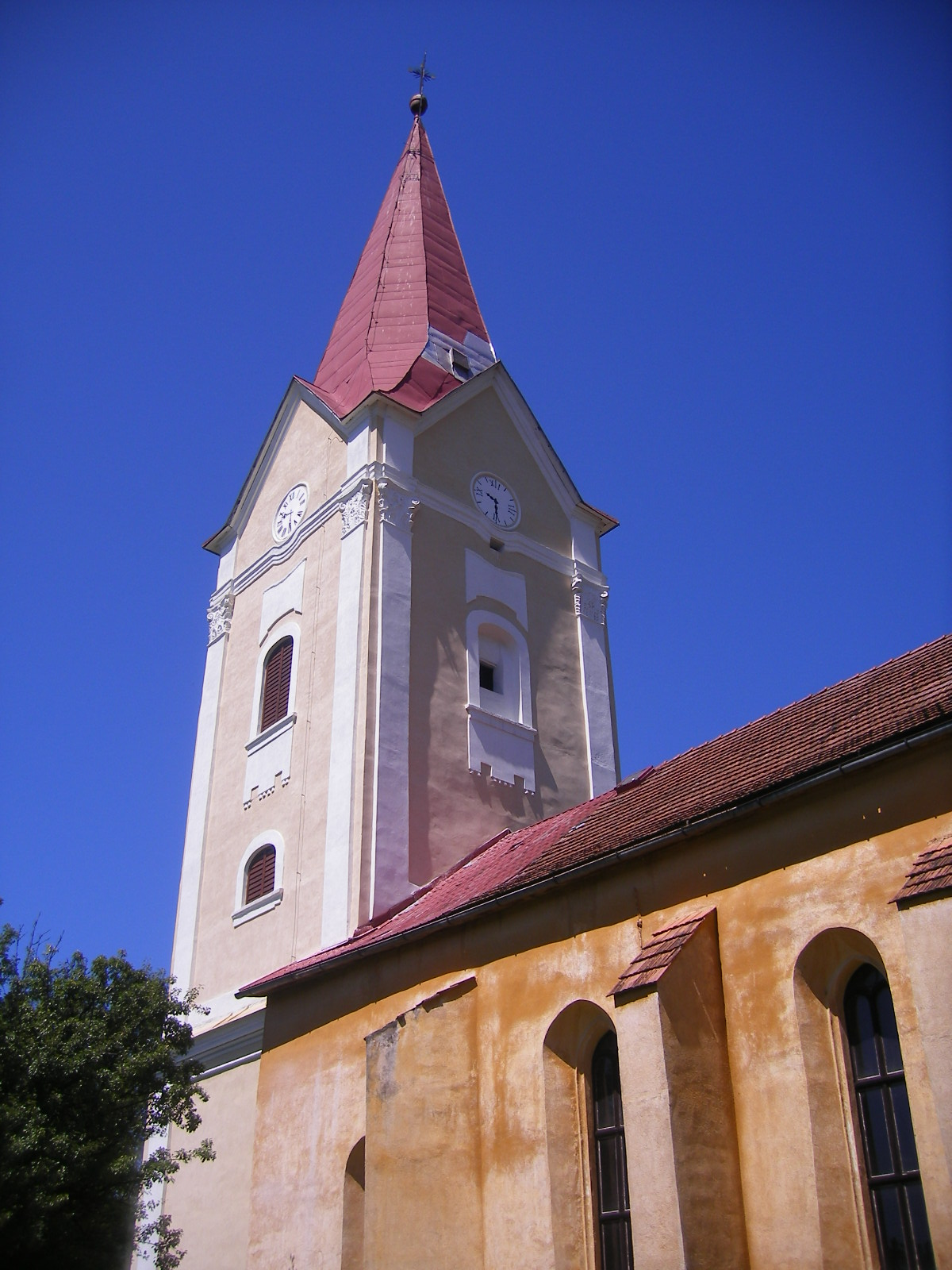
Katolikus templom
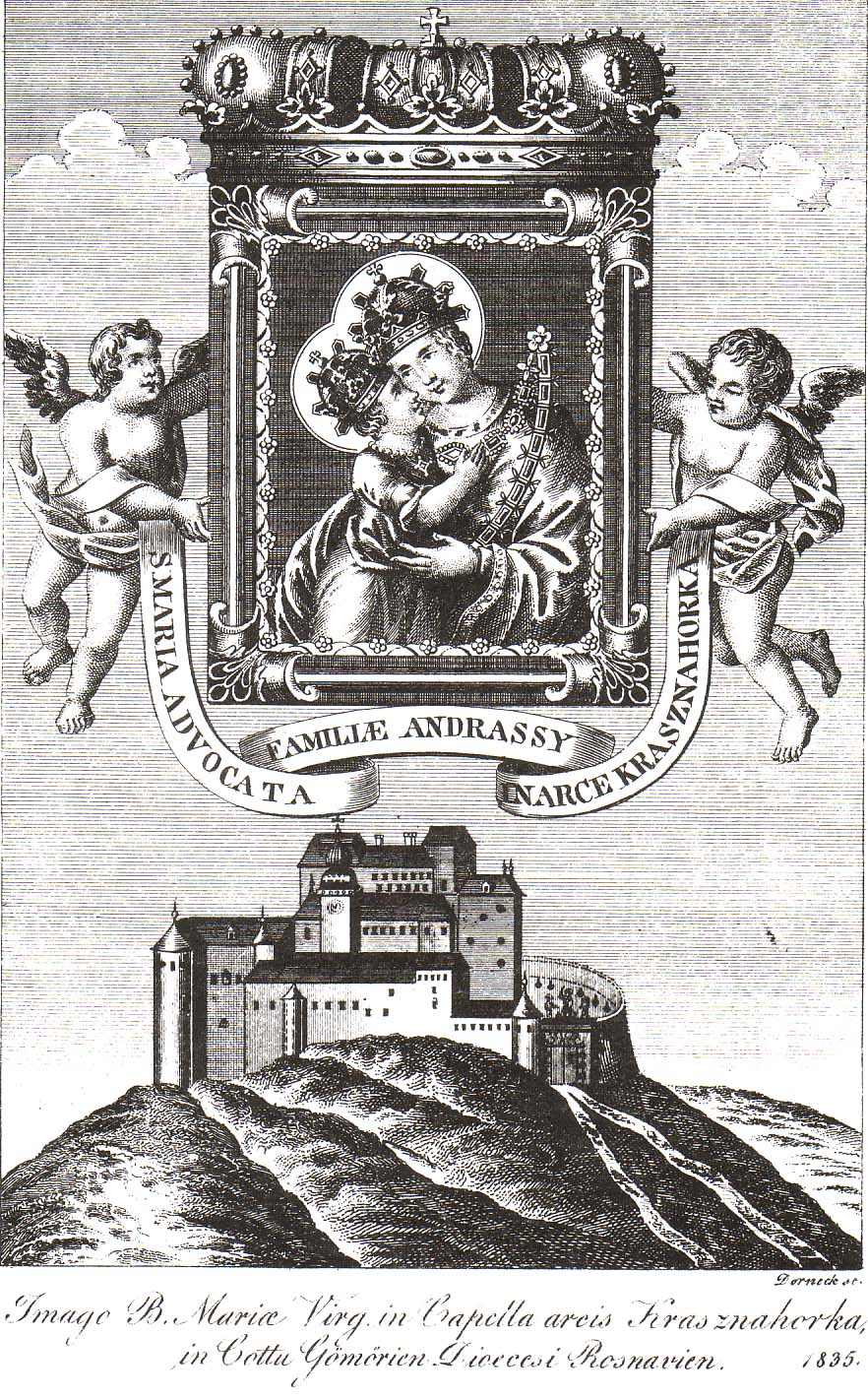
Segítő Szűz Mária kegykép Jordánszky Elek "Magyar Országban, ’s ahoz tartozó Részekben lévő boldogságos Szűz Mária kegyelem Képekben’" című művéből
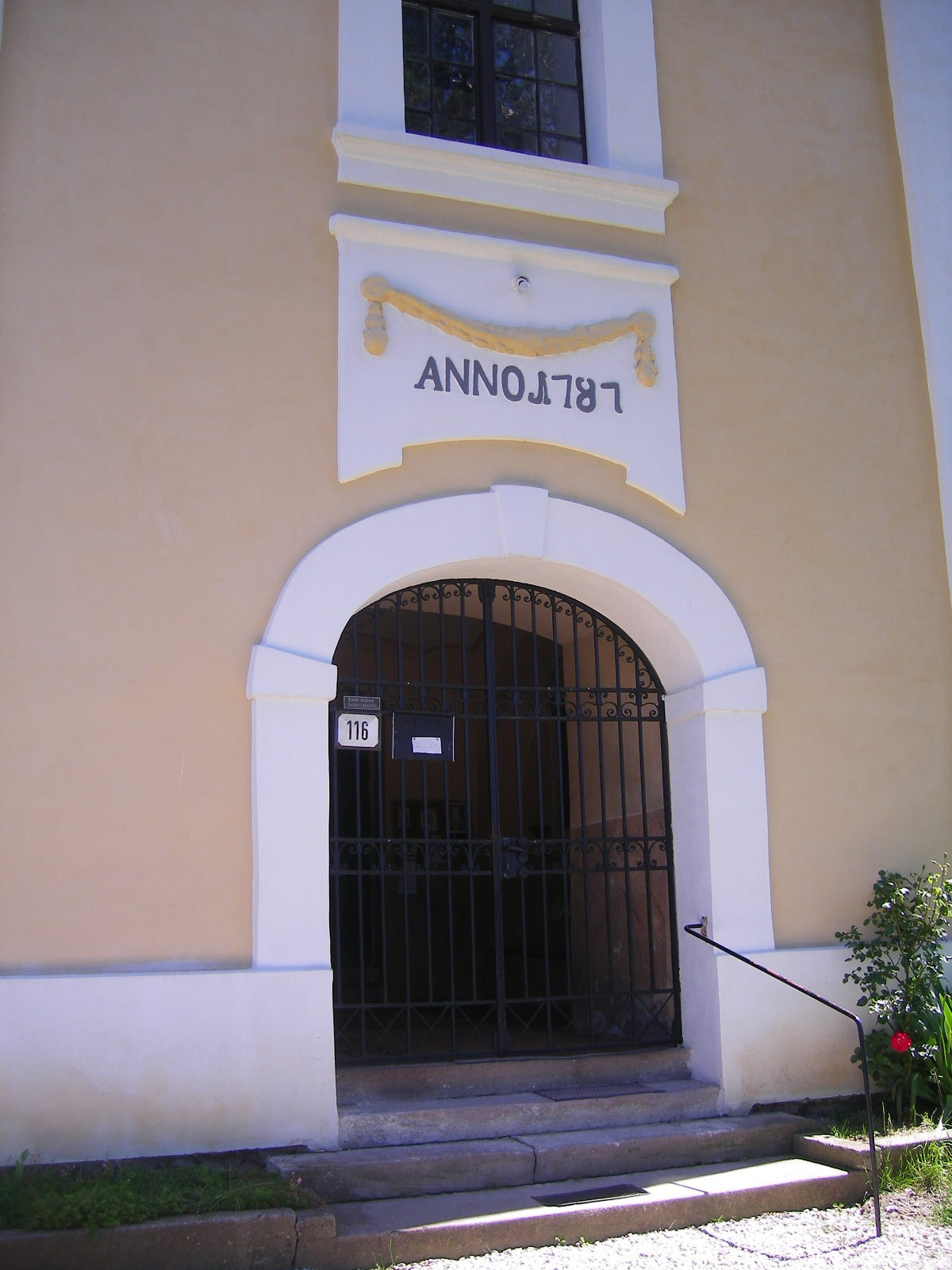
A katolikus templom bejárata
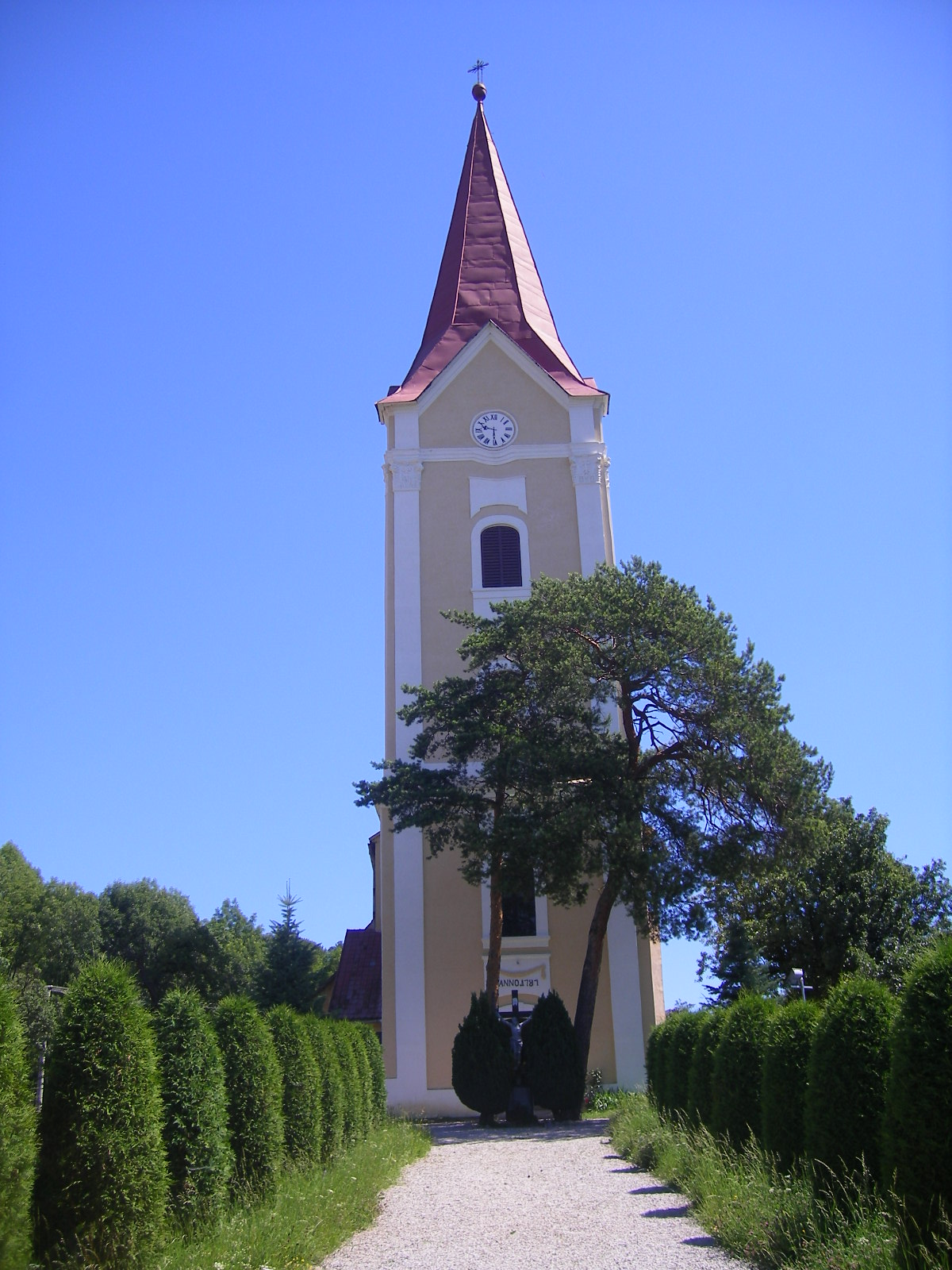
Katolikus templom
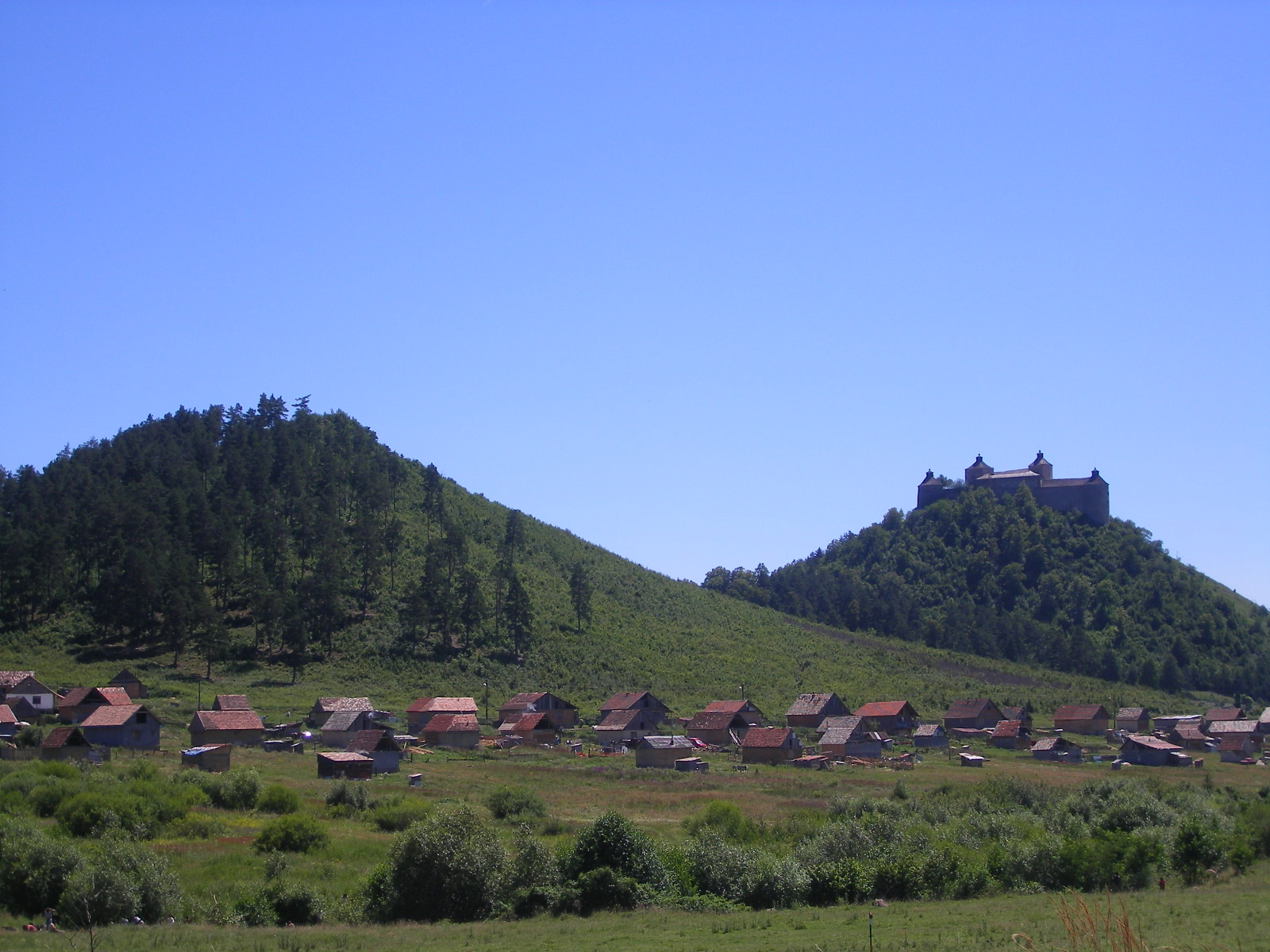
Cigánytelep
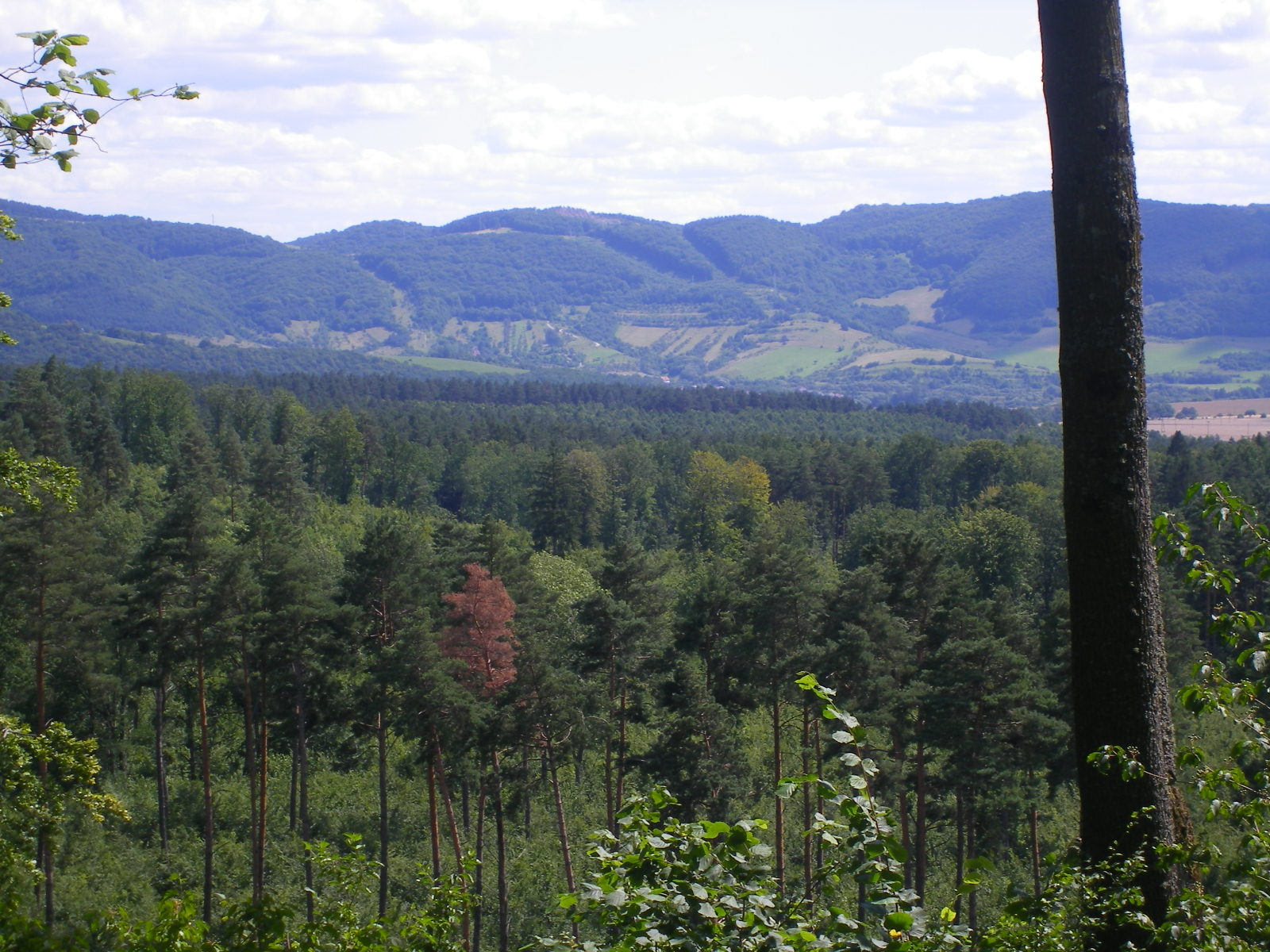
Tájkép a község északi részén

### Andrássy-mauzóleum

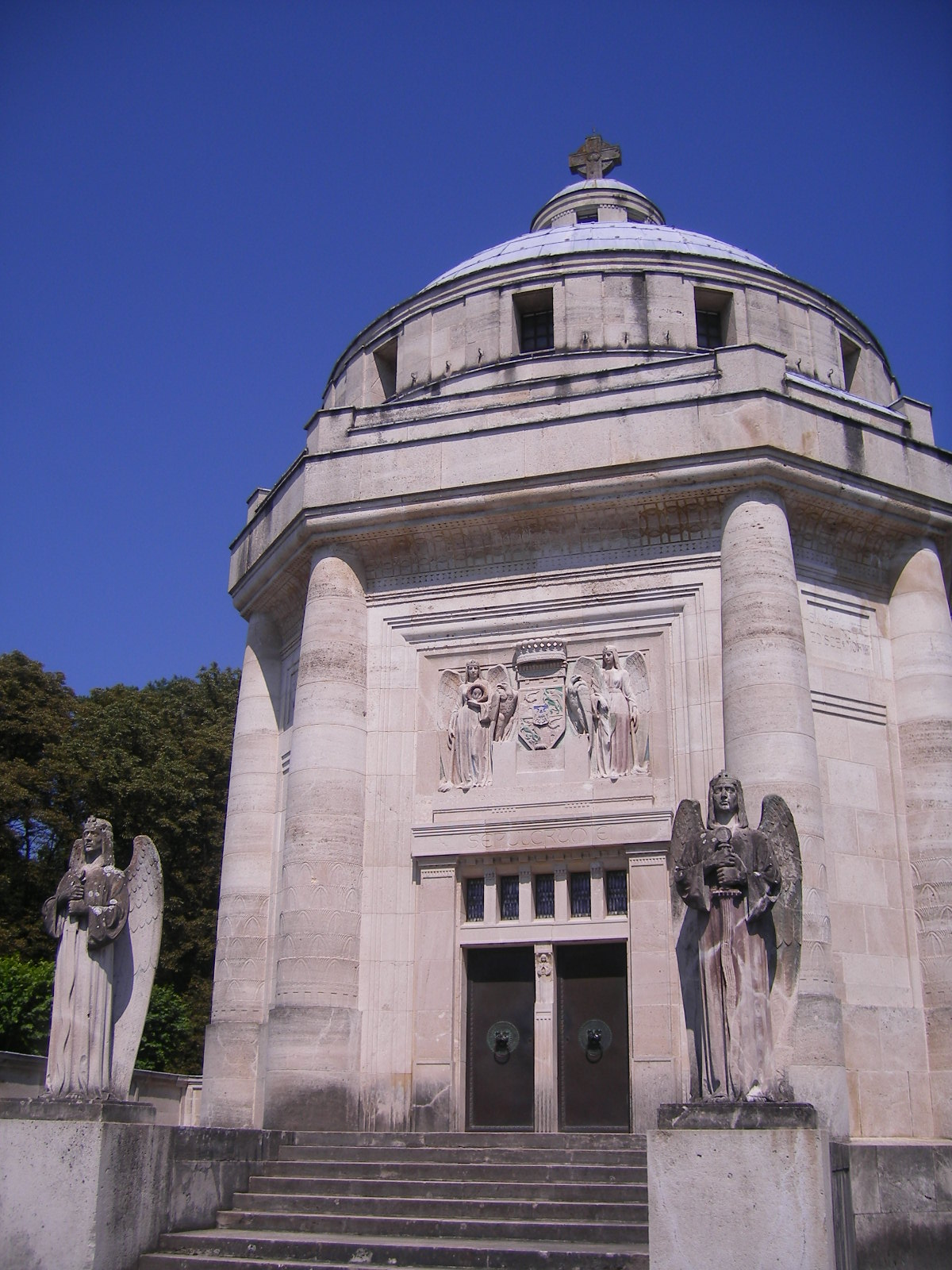
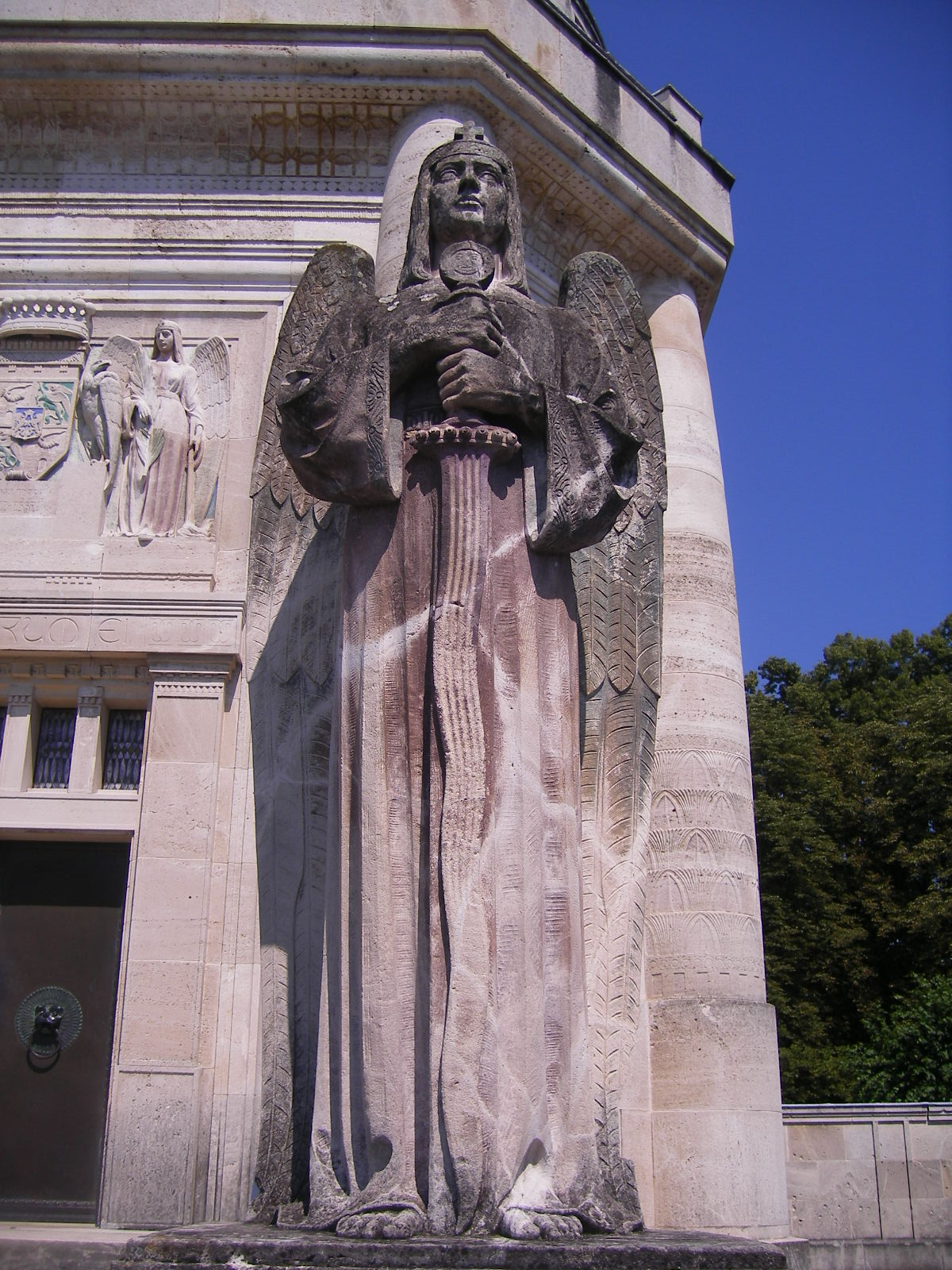
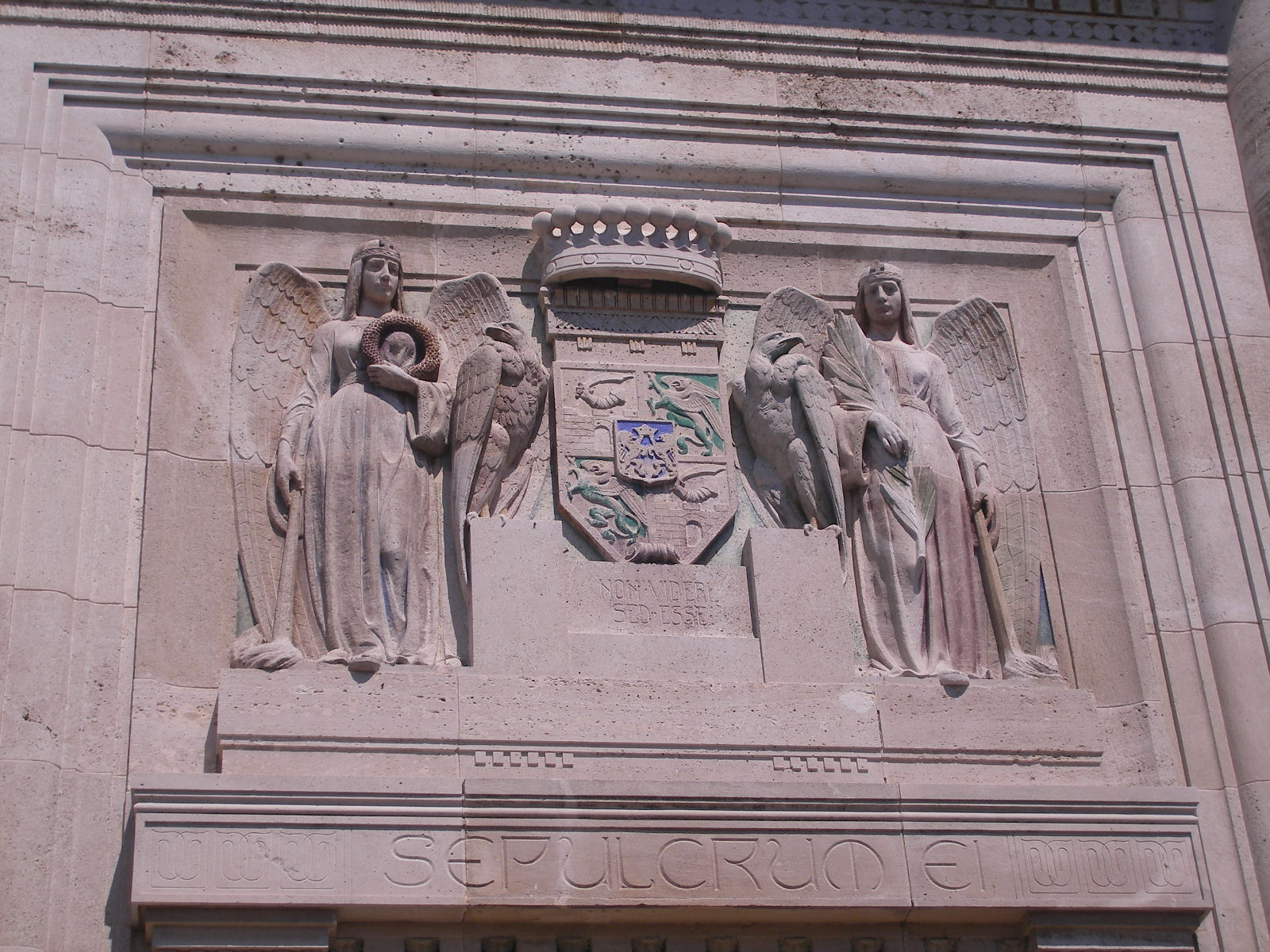
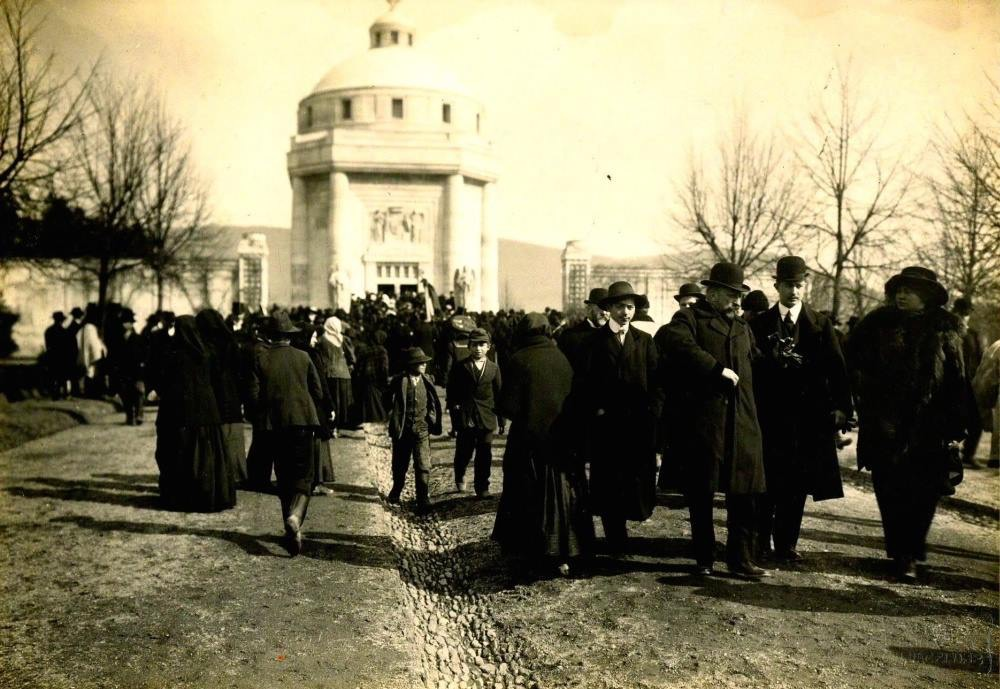
1913

### Emlékművek, szakrális kisemlékek

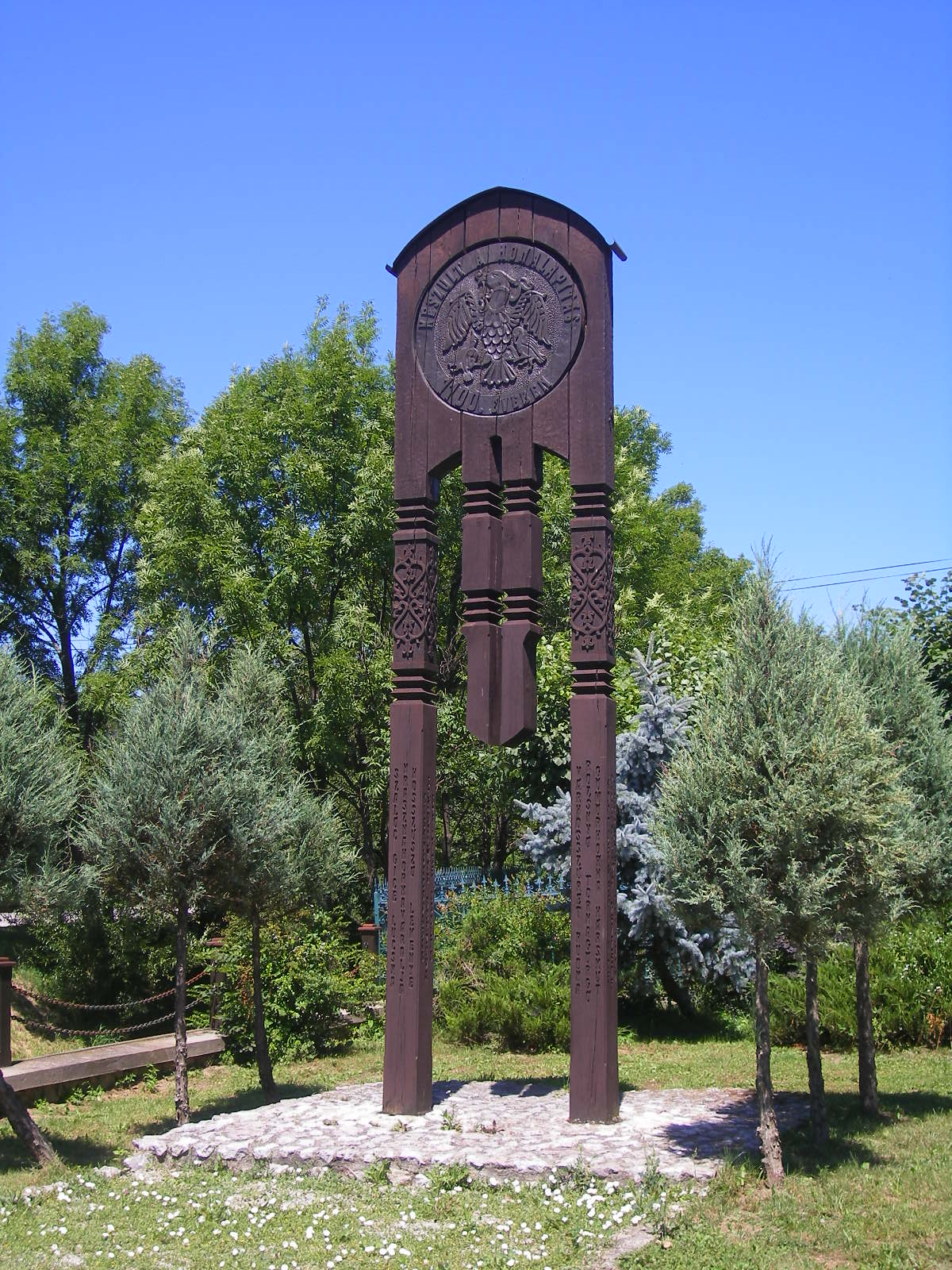
Millecentenáriumi emlékmű
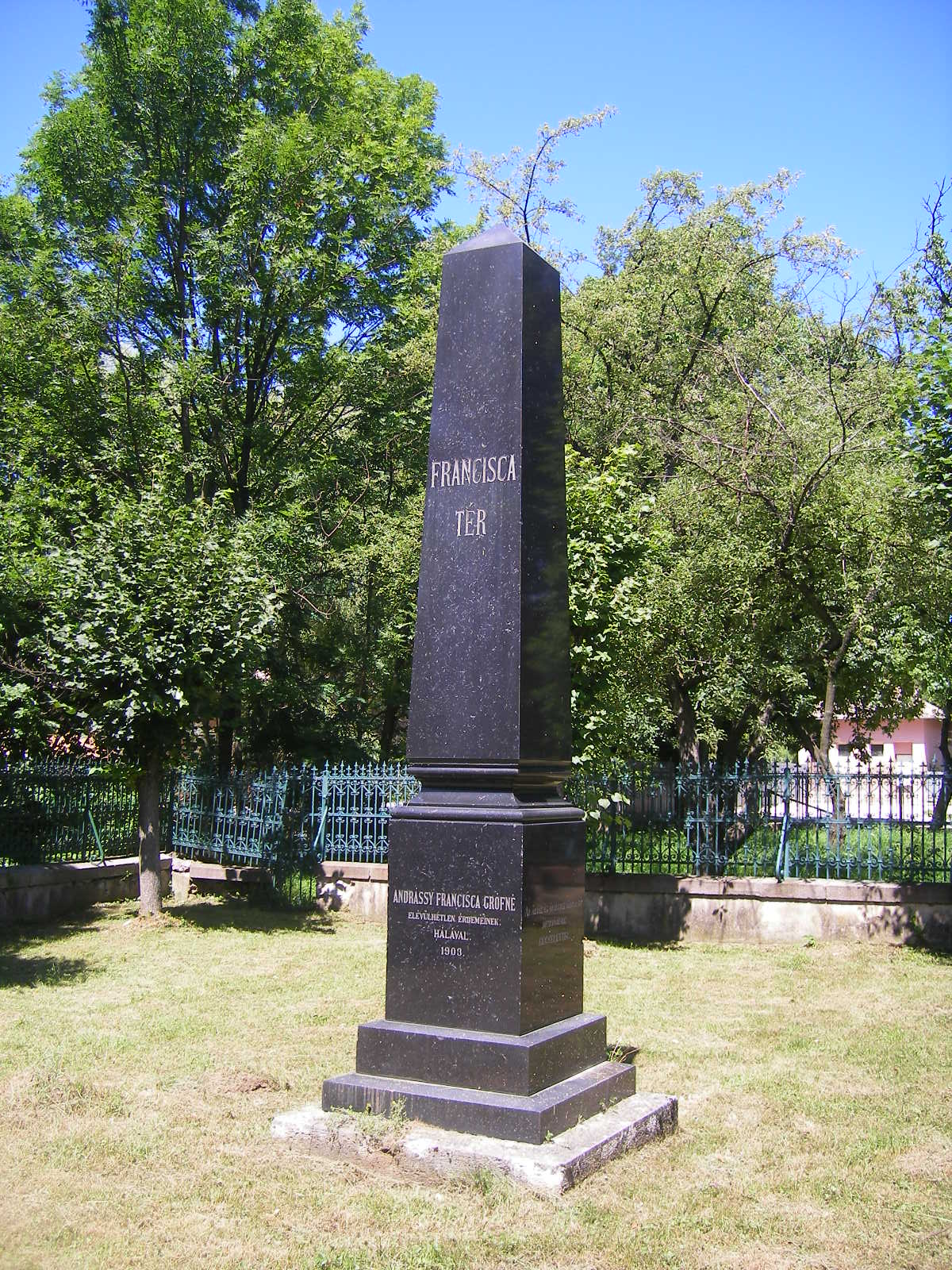
Andrássy Franciska emlékműve
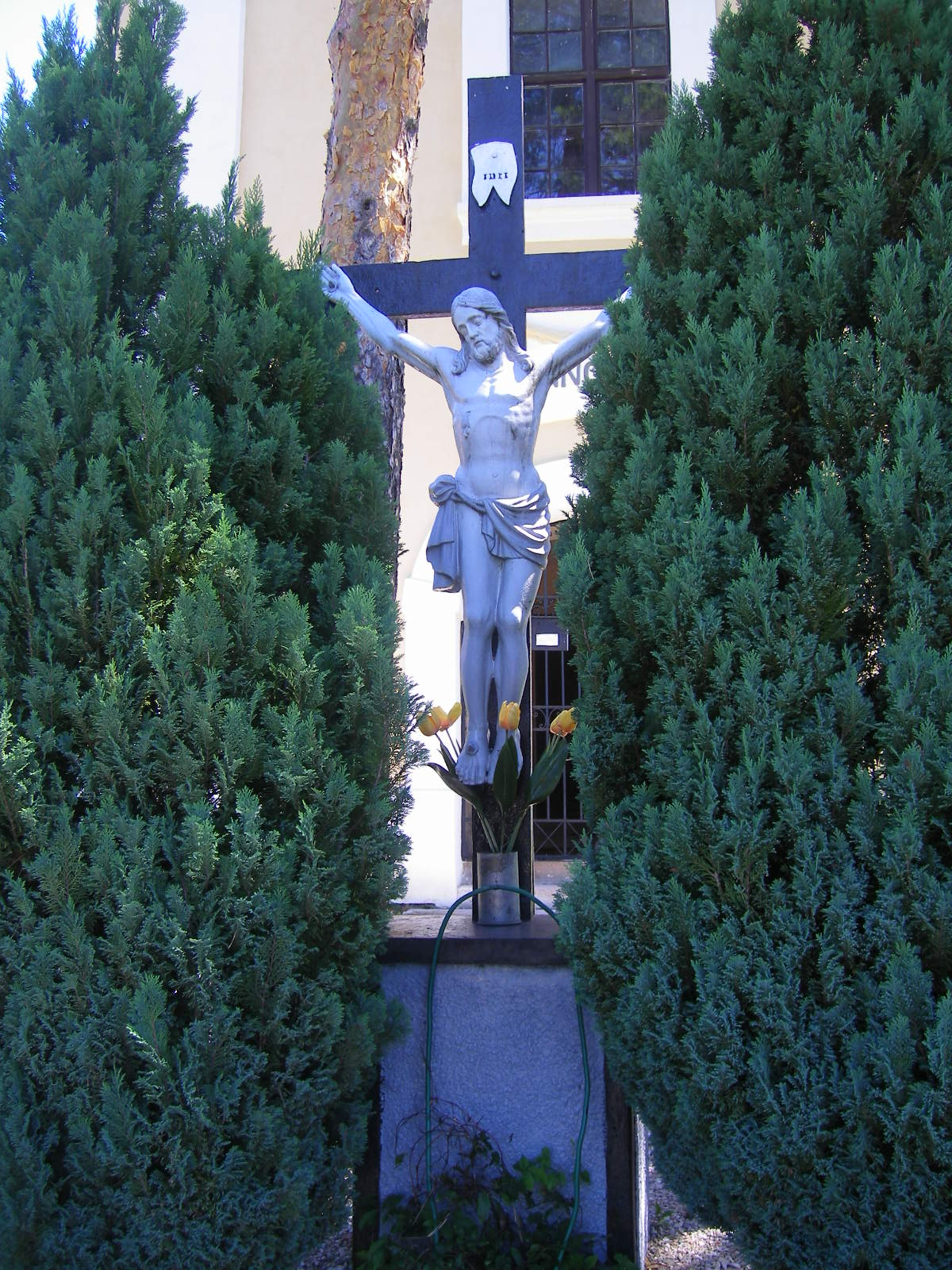
A templom előtt álló feszület
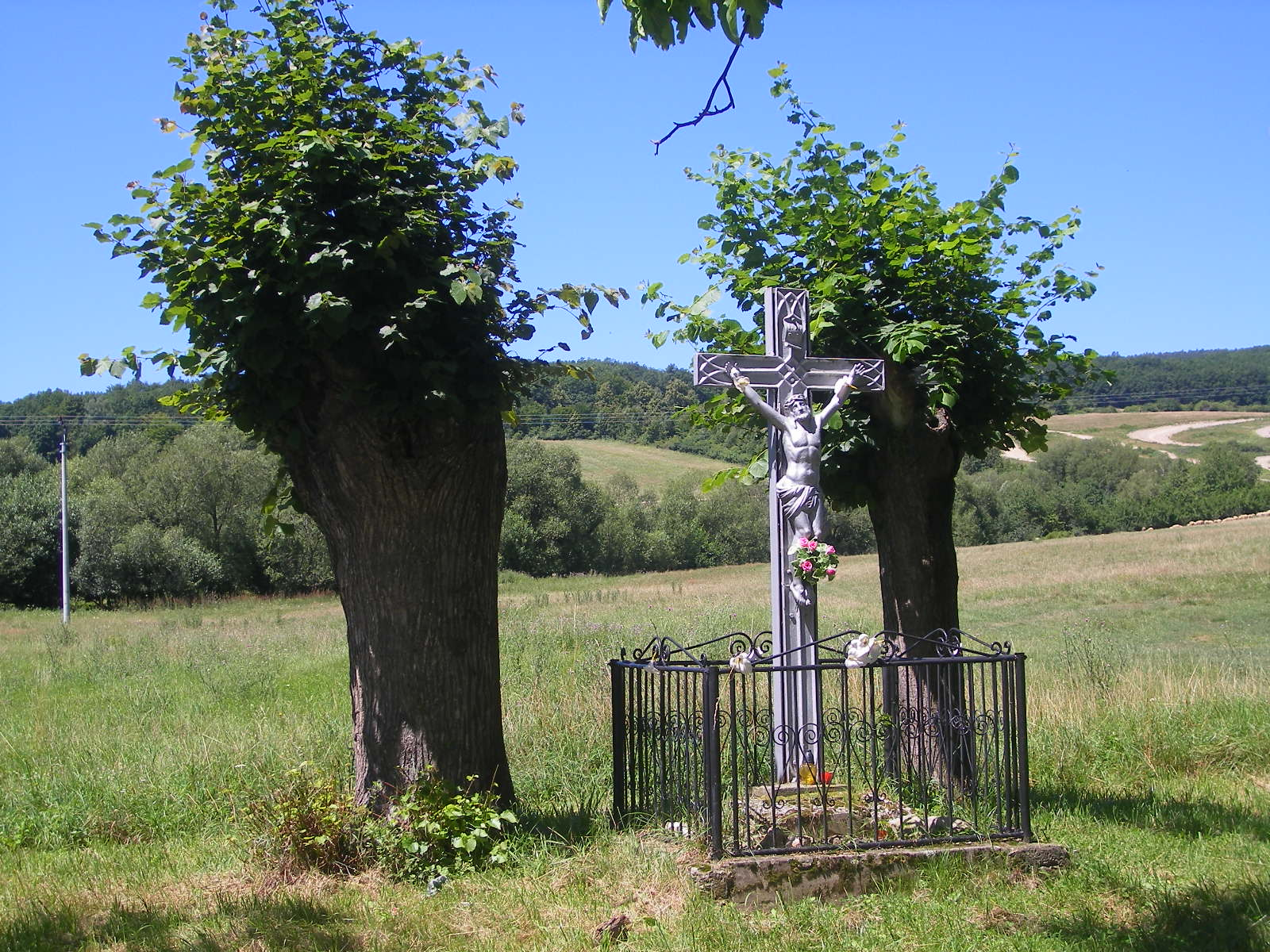
Feszület Krasznahorkaváralja és Pacsa határán
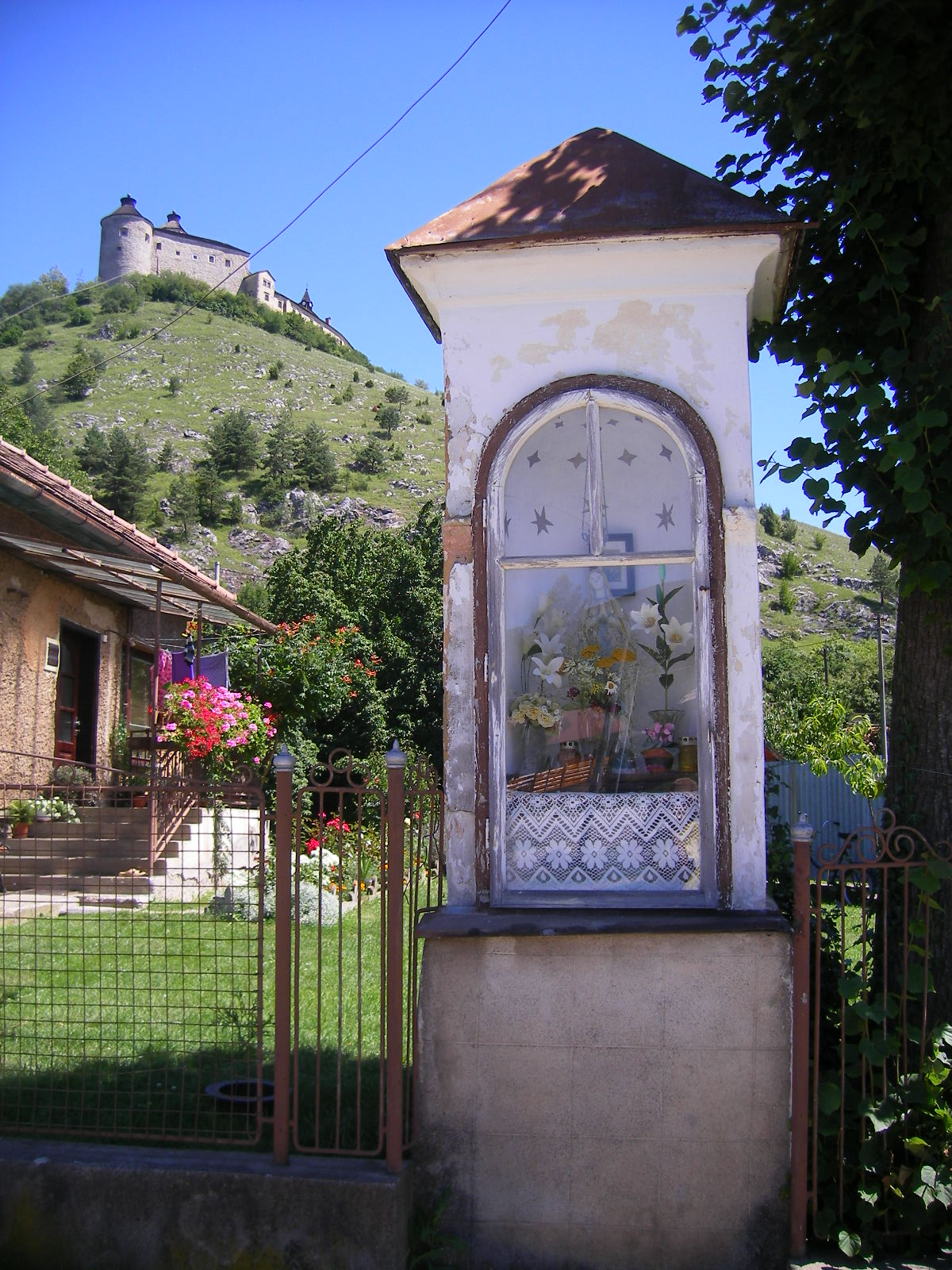
Mária-szoborfülke
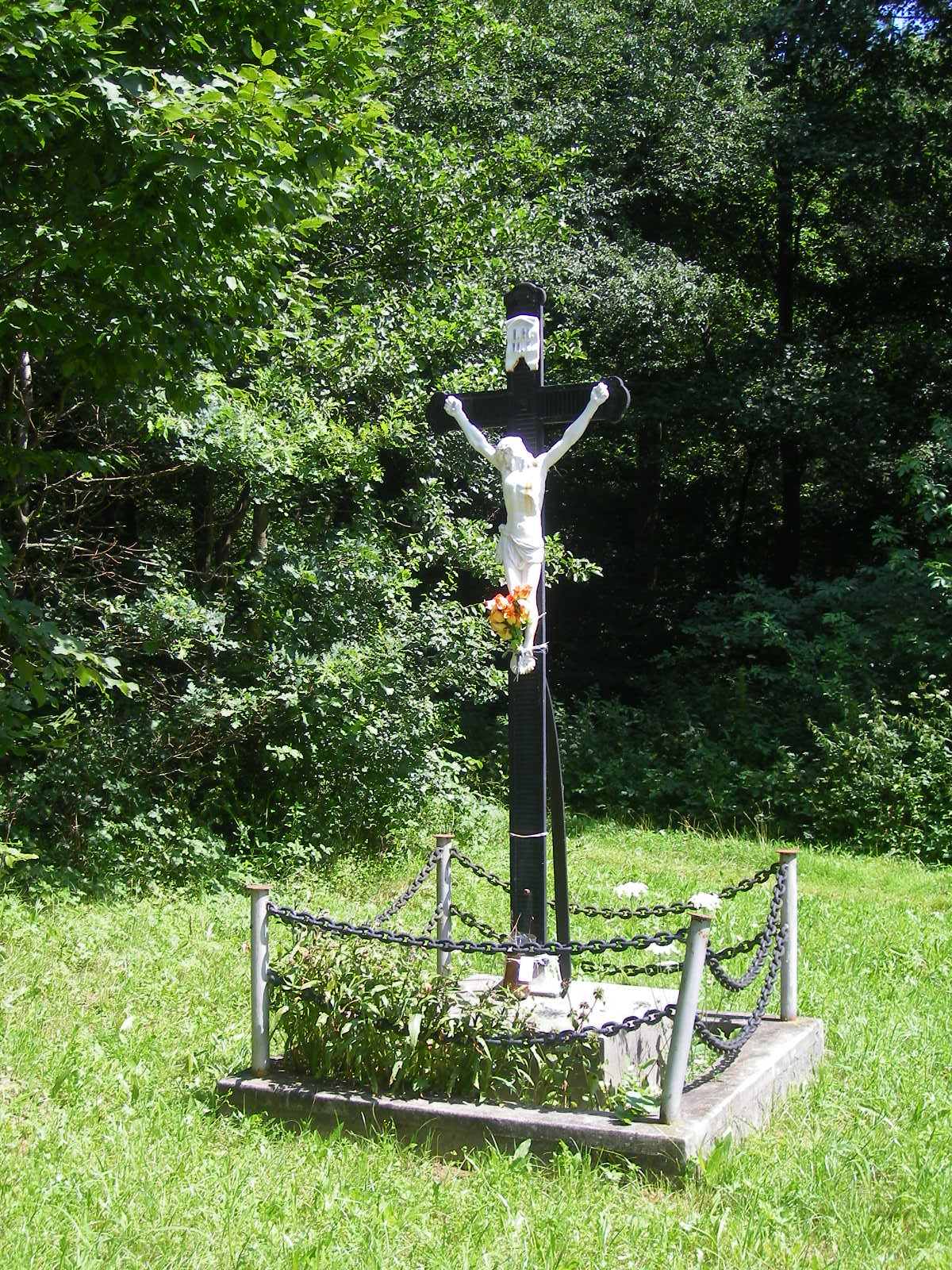
Feszület az 549-es út mentén